# ウェストバージニア州

ウェストバージニア州
State of West Virginia

州の愛称: 山岳の州
Mountain State

ウェストバージニア州（ウェストバージニアしゅう、英: State of West Virginia [ˌwɛst vərˈdʒɪnjə] ( 音声ファイル)、略号: WV, W. Va.）は、アメリカ合衆国東部の州。アパラチア山脈中に位置しており、山岳州という愛称で知られる。アメリカ合衆国50州の中で、陸地面積では第41位、人口では第39位である。南東はバージニア州、南西はケンタッキー州、北西はオハイオ州、北はペンシルベニア州、北東はメリーランド州と接している。
元々はバージニア州の一部だったが、南北戦争でバージニア州が南部連合に属した際に、西側の奴隷制度に反対する層が分離し、独立して州となった。州として合衆国に加盟したのは1863年6月20日であり、戦中の重要な境界州となった。
州都および最大都市はチャールストンである。メイソン＝ディクソン線より南にあるため、アメリカ合衆国統計局はウェストバージニア州を南部に属する州の一つとして扱っている。北部のパンハンドル部はペンシルベニア州やオハイオ州に近接し、州内のホイーリング市やウィアトン市はピッツバーグ大都市圏と州境を跨いだ位置にある。一方ブルーフィールド市はノースカロライナ州から70マイル (110 km) も離れていない。州南西部のハンティントン市は、オハイオ州とケンタッキー州に近く、東部パンハンドル部のマーティンズバーグ市やハーパーズ・フェリー町はワシントン大都市圏に入ると見なされるが、その間にメリーランド州とバージニア州が入っている。このように地理的に特徴ある位置にあるので、大西洋岸中部、アップランドサウス、南東部など幾つかの地域に含まれることも多い。通常は「アパラチア」と呼ばれるアパラチア地域委員会が管轄する地域にその全体が含まれる唯一の州である。
| 家庭で話される言語（ウェストバージニア州） 2010 | 家庭で話される言語（ウェストバージニア州） 2010 | 家庭で話される言語（ウェストバージニア州） 2010 | 家庭で話される言語（ウェストバージニア州） 2010 | 家庭で話される言語（ウェストバージニア州） 2010 |
| ----------------------------------------------- | ----------------------------------------------- | ----------------------------------------------- | ----------------------------------------------- | ----------------------------------------------- |
|                                                 |                                                 |                                                 |                                                 |                                                 |
| 英語                                            | 英語                                            |                                                 | 97.67%                                          | 97.67%                                          |
| スペイン語                                      | スペイン語                                      |                                                 | 1.07%                                           | 1.07%                                           |

| 人種構成（ウェストバージニア州） 2010 | 人種構成（ウェストバージニア州） 2010 | 人種構成（ウェストバージニア州） 2010 | 人種構成（ウェストバージニア州） 2010 | 人種構成（ウェストバージニア州） 2010 |
| ------------------------------------- | ------------------------------------- | ------------------------------------- | ------------------------------------- | ------------------------------------- |
|                                       |                                       |                                       |                                       |                                       |
| 白人                                  | 白人                                  |                                       | 93.2%                                 | 93.2%                                 |
| 黒人                                  | 黒人                                  |                                       | 3.4%                                  | 3.4%                                  |
| ヒスパニック                          | ヒスパニック                          |                                       | 1.2%                                  | 1.2%                                  |
| アジア系                              | アジア系                              |                                       | 0.7%                                  | 0.7%                                  |
| インディアン                          | インディアン                          |                                       | 0.2%                                  | 0.2%                                  |
| 混血                                  | 混血                                  |                                       | 1.5%                                  | 1.5%                                  |

## 歴史
州内の特にマウンズビル、サウスチャールストン、ロムニーの町がある地域には前史時代マウンド建設文化で築かれた人工の土盛りマウンドが残されている。そこから出てきた人工物は、村社会があったことを示している。冷間で銅を加工し、部族間の交易を行っていた。
ビーバー戦争の後、イロコイ族インディアンが他部族を追い出しオハイオ・バレー上流を狩猟場として保持していた。イロコイ族より前にこの地域を占めていた部族としては、オセージ族などスー語族のインディアンであり、戦争を避けるために西に流れてミシシッピ川を越えた。
現在ウェストバージニア州となっている地域は、ヨーロッパ系アメリカ人の中でも領有を争う場となり、アメリカ独立戦争の前にはペンシルベニア州とバージニア州が領有権を主張していた。バンダリア会社、後にはオハイオ会社やインディアナ会社のような投機的土地会社幾つかが、ウェストバージニア州やケンタッキー州の土地に対する権利を正当化しようとしたが、失敗した。ペンシルベニア州とバージニア州の州境論争が決着すると、ケンタッキー州の創設に繋がり、ケンタッキー州民は「満足し、...ウェストバージニア州民の多くは感謝していた」と言われている。
ウェストバージニア州は元々イギリス領バージニア植民地（1607年-1776年）の一部であり、バージニア州の西部（1776年-1863年）だった。バージニア州議会において、昔から議員定数の不均衡な配分の結果代表の数に不足があると感じていた地域住民は、アメリカ合衆国からの脱退を論じたときに大きく意見が分かれた。1861年、西部と北部の郡はフランシス・ピアポントの下に別の政府を作り、「復興した」政府と呼んだ。住民の多くがバージニア州からの分離に賛成し、新州は1863年に合衆国加盟を認められた。1864年、憲法制定会議が州憲法を起草し、住民投票に掛けられることなく、議会が批准した。ウェストバージニア州は奴隷制度を廃止し、アメリカ連合国の役人を務めた者あるいは同国のために戦った者から暫定的に選挙権を剥奪した。
ウェストバージニア州の歴史は、その山がちな地形、広大な川のバレー、豊富な自然資源の影響を大きく受けてきた。これらは全てその経済を推進し、住民の生活様式に影響した要素であり、現在も続いている。

### 前史時代
2010年、地元産出の石筍を分析すると、インディアンは紀元前100年には既に土地を切りはらうために森を燃やしていたことが明らかになった。イースタン・ウッドランド期後期の部族は、狩猟や漁労に関わり、焼畑農業を実行するようになっていた。他にも時間を使う随伴作物を作る畑まで進んだ部族もいた。古代から近代まで続いていたのは、土地と時間をタバコ栽培にあてることだった。
当初トウモロコシは重要な食料ではなかった。しかしインディアン部落ではそのシチメンチョウを育てるために、トウモロコシに強く頼るようになり、カナー・フォートエンシェント人は養鶏を行っていた。原始時代から「バニック」と呼ぶトウモロコシパンや平たいライ麦パンを作っていた。18世紀初期より前の時代は、「炉辺の小屋文化」と呼ばれることもあり、ポトマック川やジェームズ川沿いの交易拠点が地域に広がっていた。
ロバート・F・マスロースキ博士は「アデナ・インディアンは儀式用にパイプを用いていた。石から切り出しており、例外的な美術品だった。パイプとタバコを喫うことは、前史時代後期に通常のことになってきた。粘土で作ることもあり、平たくなった。」「カー・バレーのパレオ・インディアンや古代家屋については何も分かっていないが、考古学者達はウッドランド期やフォートエンシェント期の家屋については証拠を見つけてきた。」「ウッドランド期のインディアンはウィグワム（テント小屋）に住んだ...ウッドランド期のインディアンはヒマワリ、ウリ、カボチャを育て、ラムクォーター、メイグラス、サンプウィード、スマートウィード、小さなオオムギの種を集めた。」「フォートエンシェント期インディアンは、より大きな正方形あるいは矩形の家に住んだ...フォートエンシェント期インディアンは、真の農夫だったと考えられる。集落の周りに大きな農地を耕作した。それほど多くの種類の種を育てなかったが、トウモロコシ、大豆、ヒマワリ、ウリと多種のカボチャの栽培に集中した。家禽のシチメンチョウを育て、ペットとして犬を飼った」と記している。2009年時点で州内では12,500以上の考古学遺跡が記録されている。

### ヨーロッパ人の探検と入植

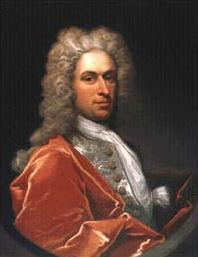
トマス・リー、オハイオ会社の初代マネジャー

1671年、バージニア植民地総督ウィリアム・バークレーの指示で、エイブラハム・ウッド将軍が、ヘンリー砦からトマス・バッツとロバート・ファラムに指揮させた部隊を派遣し、カナー滝を発見した。1716年、アレクサンダー・スポッツウッド副知事は約30人の騎兵と共に現在のペンドルトン郡地域に遠征を行った。インディアン交易業者ジョン・ヴァン・ミーターは1725年に北部地域に入ってきた。同年、ペンシルベニアからのドイツ人開拓者がポトマック川沿い、現在のシェパーズタウンであるニューメクレンバーグを設立し、他の者が続いた。
1661年、イングランド王チャールズ2世が、ノーザンネックと呼ばれたポトマック川からラッパハノック川の間の土地を、一群の紳士達に払い下げた。この土地が第6代フェアファックス卿トマス・フェアファックスの所有するところとなり、1746年、その土地の西端を示すために、ポトマック川北支流の水源に石碑が立てられた。この土地のかなりの部分を、1748年から1751年にジョージ・ワシントンが測量した。その日誌に拠れば、ポトマック川南支流沿いに既に多くの不法占有者、その大半はドイツからの移民がいたことを示している。主にバージニア人で構成されたオハイオ会社に雇われた測量士クリストファー・ギストは、1751年から1752年にカナー川河口の北、オハイオ川沿いを探検した。この会社は「バンダリア」という名前で14番目の植民地を造ろうとしていた。1750年以降に多くの開拓者が山を越えたが、インディアンの抵抗に遭った。現在のウェストバージニア州域にインディアンはほとんど住んでいなかったが、共有の狩猟場であり、多くの道が交差していた。フレンチ・インディアン戦争のとき、散開して造られたイギリス人開拓地はほとんど破壊された。
1774年、バージニア総督第4代ダンモア伯ジョン・マーレイが、山越えで軍隊を率いて行き、当時大佐のアンドリュー・ルイスの部隊が、ホコレスクワ（別名コーンズトーク）のショーニー族インディアンに対処し、カナー川とオハイオ川が合流する地点でおきたポイントプレザントの戦いで、壊滅的な打撃を与えた。インディアンからの攻撃はアメリカ独立戦争後も続いた。独立戦争中のバージニア西部の開拓者は概ね行動的なホイッグ（独立支持派）であり、多くの者が大陸軍に従軍した。しかし、1780年から1781年に起きたクレイプールの反乱では、一群の者が植民地の税金支払いを拒否しており、この地域が戦争により疲弊していたことを示している。

### アリゲイニー越えのバージニア
バージニア西部の社会的状況は、東部のそれとは全く異なっていた。住民は均質ではなく、ペンシルベニアから来ていた移民のかなりの部分は、ドイツ人、プロテスタントのスコットランド・アイルランド人、さらには北部州から移住してきた開拓者だった。バージニア州の東部と南部は、大半が東部バージニア人が入っていた。アメリカ独立戦争のとき、アリゲイニー山地より向こう側に新しい州を作る動きが復活し、「ウェストシルベニア」州設立の請願がアメリカ合衆国議会に提出された。その根拠は東部の者にとって山岳がほとんど通過できない障害になっているというものだった。山がちの地形では奴隷も利益の出ないものとなり、時間と共に社会、政治、経済、文化の違いが大きくなるだけだった。

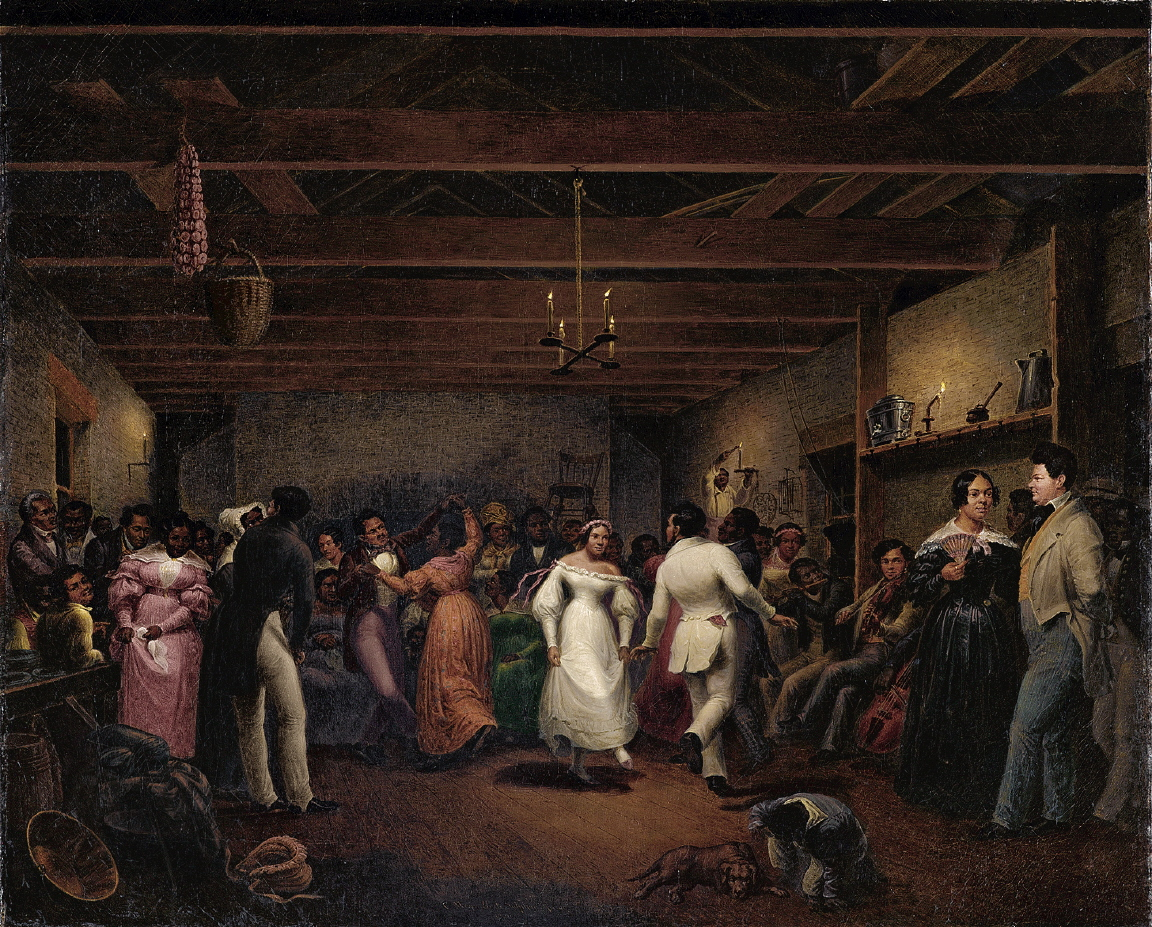
バージニアにおける奴隷の結婚式、1838年

1829年、バージニア州新憲法策定のために集められた会議では、山岳部越えの郡部の反対があったが、選挙権について保有資産資格を要求し、奴隷を所有する郡には奴隷人口の5分の3を人口に加算してアメリカ合衆国下院議員の数を決めるという恩恵が与えられた。その結果、1郡を除き山岳部越えの郡部はこの憲法を拒絶すると投票したが、東部の郡の支持があったために新憲法は成立した。
1850年から1851年に開催されたバージニア憲法制定会議、いわゆる改革会議は、州西部にとって重要な多くの問題を提起していた。選挙権は21歳以上の全ての白人男性に拡大された。州知事、副知事、判事、保安官など郡役人は、住民投票で選出されることになった。州議会の構成も変更され、下院議員は1850年国勢調査に基づく白人人口で議席が配分され、上院議員は西部に20人、東部に30人と一律に固定された。州議会は1865年に白人人口で代議員数を割り付け直し、さもなければ住民投票に掛けられるという条項があったので、西部の住人も承認した。しかし奴隷を除く資産税に関して原価で課税されるという、東部にとっての利点もあった。12歳未満の奴隷は非課税であり、12歳以上は一律300米ドルのみが課税され、その価値にたいしては僅かなものだった。しかし小農はその資産、家畜と土地について資産価値で課税された。この税制に加えて、西部では改良が進んでいなかったものの、新憲法については賛成75,748票、反対11,063票で可決された。反対票の大半は西部に対する妥協を好まなかった東部の郡からだった。
西部の多くの者は、東部との違いを認識し、長い間別の州を待ち望んだ。特にフェアモント出身の弁護士フランシス・H・ピアポントのような人物は、海岸部やピードモント台地の奴隷所有者が政治を支配する状況にいらだっていた。奴隷制度に対する考え方の違いに加えて、バージニア州政府は道路や鉄道など西部での改良に必要な資金を無視し拒んでいると感じていた。

### バージニア州からの分離

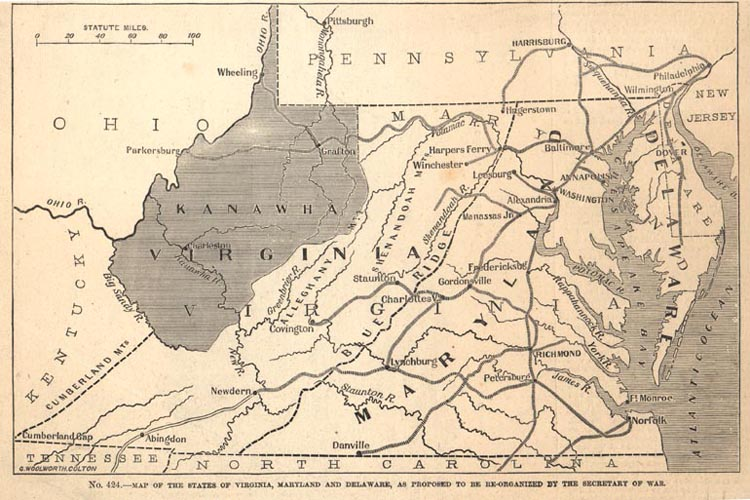
1861年10月24日、41郡の有権者が新州設立に賛成した。投票率は34%だった。州名は後にカナー州からウェストバージニア州に変えられた

ウェストバージニア州は、南北戦争中にアメリカ連合国の州（バージニア州）から分離した唯一の州となった。1861年4月17日、リッチモンドで開催されたバージニア州のアメリカ合衆国からの脱退を問う会議では、後のウェストバージニア州となる部分からの49代議員の内、17人が脱退条例に賛成し、30人が反対、2人が棄権した。バージニア州議会でアメリカ合衆国からの脱退を進めることが大勢を決した、そのほぼ直後に、クラークスバーグで開かれた大衆集会で、1861年5月13日を期してホィーリングで開催される会議に北西部バージニアの各郡が代表をおくることを推薦した。第一次ホィーリング会議が開催されると、25の郡から425人の代議員が出席した。ただし代議員の3分の1以上が北部パンハンドル部の者であり、考え方に分裂が生じた。
代議員の中には、即座に新州の設立を望む者もあれば、バージニア州の脱退がまだ住民投票を通過していないときであり、そのような行動がアメリカ合衆国に対する反乱となると論じる者もいた。脱退条例が採択された場合（この時点で採択に疑いはほとんど無かった）、選挙で選ばれた議員を含み新たな会合を6月にホィーリングで開催することが決められた。1861年5月23日の住民投票で脱退が圧倒的多数で批准されたが、西部の郡の場合、34,677票が反対、19,121票が賛成だった。
第二次ホィーリング会議は約束された6月11日に開催され、脱退会議は住民の同意無しに招集されたものだったので、その行動は全て無効であり、それに固執する者はその役職を去らなければならないと宣言した。ホィーリング会議と代議員そのものは、バージニア州西部のために行動すべく、住民投票で選出されたものではなかった。6月19日に政府を再組織する案が成立した。翌日、代議員の互選でフランシス・H・ピアポントがバージニア州知事に選出され、他の役職者を選出して会議は閉会された。議会の代議員数は103人であり、そのうち33人は5月23日にバージニア州議会に選ばれていた者達だった。
代議員の中には1859年から州上院議員を務めていた者も含まれており、ホィーリングに出席するためにその職を辞してきていた。他の代議員は様々な形で選ばれていた。ある者は大衆集会で、ある者は郡政委員会で選ばれ、またある者は自薦によっていた。この不揃いの議会は6月20日に開催され、連邦維持論者を残っていた州の役職に選出し、対抗する州政府を組織し、2人のアメリカ合衆国上院議員を選出して、速やかにワシントンD.C.の連邦政府に認知された。この時点でバージニア州には2つの州政府があり、1つはアメリカ合衆国に忠実なできたばかりの政府、1つはアメリカ連合国の州政府だった。
8月6日まで休会とされたホィーリング会議は8月20日に再招集され、新州設立を住民投票にかけること、その結果が賛成と出た場合に憲法を定める会議を招集することを決めた。1861年10月24日に住民投票が行われ、賛成18,408票、反対は僅かに781票だった。この投票結果の信憑性が疑問となってきた。そのときすでに北軍が地域を占領しており、北軍はアメリカ連合国の同調者が投票しないよう投票所に待機していたからだった。賛成票の多くは北部パンハンドル部周辺の16郡で投票されたものだった。5万以上の票が脱退条例を問うたときに投じられており、州設立に対する投票は19,000票を越えたに過ぎなかった。

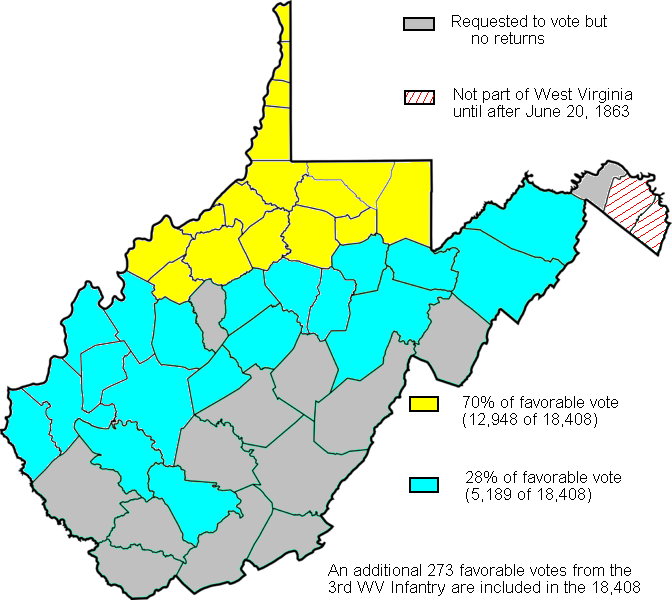
州設立に関する投票結果、1861年10月24日

ホィーリングが所在するオハイオ郡では、有権者の約4分の1が投票しただけだった。1861年11月に開催された憲法制定会議では、オハイオ郡のラムとカースカドンが、ハンプシャー郡では投じられた195票のうち30票のみが州民により、残りは北軍兵によって違法に投じられたと伝えた。ウェストバージニア州となるはずだった地域の大半で、投票が全く無く、領域の3分の2は脱退に賛成であり、郡役人はアメリカ連合国に忠誠なままだった。脱退賛成郡の票は、これらの郡から逃げた連邦支持派が他所で投じたものだった。憲法制定会議は11月26日に始まり、1862年2月18日に作業を終え、1862年4月11日の住民投票で、賛成18,162票、反対514票で批准された。

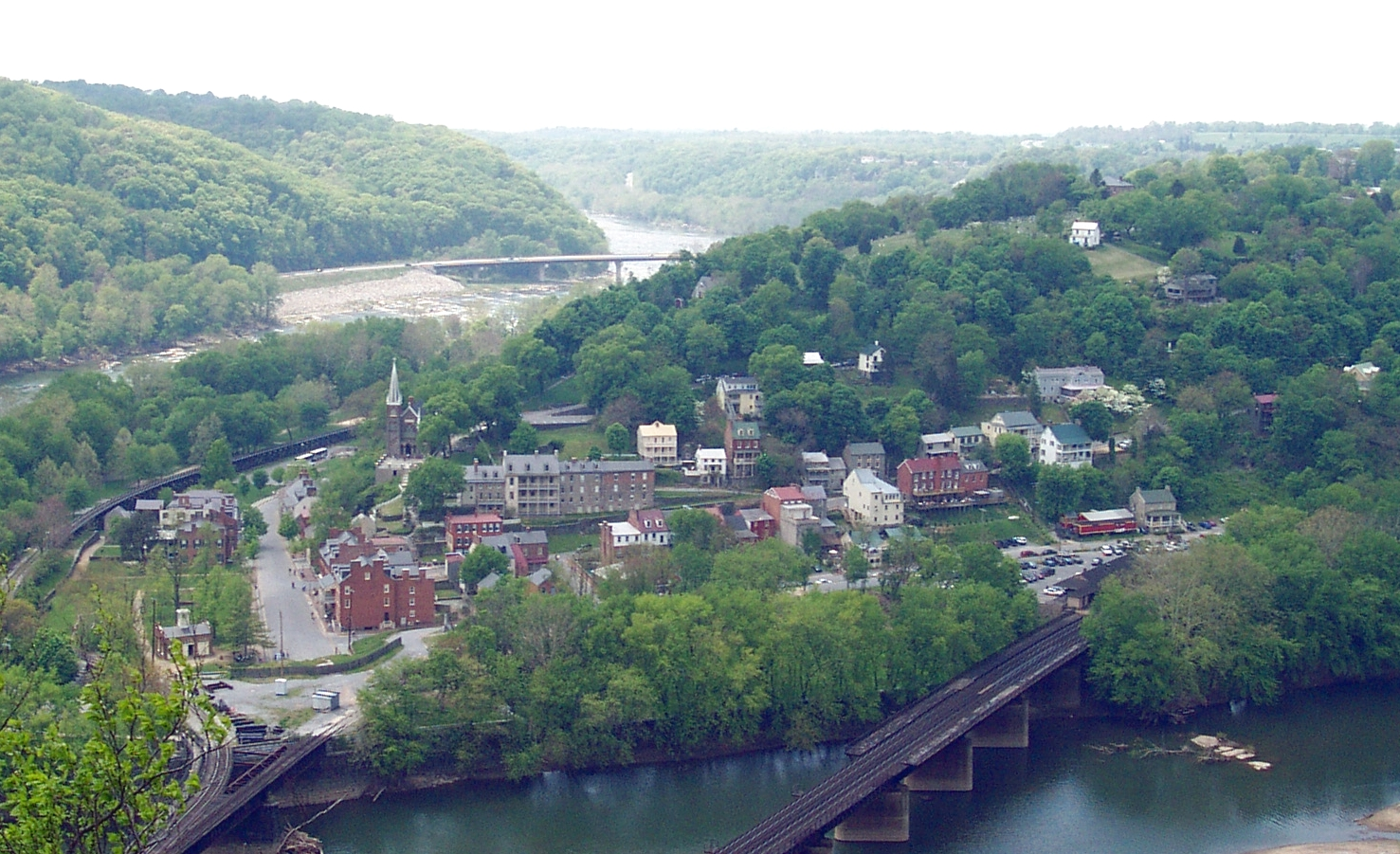
ハーパーズ・フェリー (ウェストバージニア州)、南北戦争中に何度も支持先を変えた。最後はウェストバージニア州に併合された。写真は2005年撮影

1862年5月13日、再編成された議会が新州の成立を承認した。アメリカ合衆国への加盟申請が議会に提出され、同年12月31日、ウェストバージニア州を加盟させる構成法をエイブラハム・リンカーン大統領が承認した。ただし、奴隷制度を段階的に廃止する条項を憲法に含めることが条件とされた。ウェストバージニア州が州として加盟することは違法であり、違憲であると考える者が多かったが、リンカーンは「ウェストバージニア州加盟に関する意見書」を発行し、「ウェストバージニア州の加盟に同意する政体はバージニア州の議会である」と述べ、それ故にその加盟は合憲であり、適切であるとした。
会議は1863年2月12日に再招集され、アメリカ合衆国政府からの要求について合意された。改訂された憲法は3月26日に採択され、4月20日、リンカーン大統領が60日後（1863年6月20日）に州の加盟を認めるという宣言を発した。一方で新州の役人が選ばれ、ピアポント州知事は州都を北軍が占領しているアレクサンドリアに移し、バージニアの全郡の管轄権が北軍の前線内側にあるよう確保した。
新州設立に関する合憲性の問題はアメリカ合衆国最高裁判所で争われた。バークレー郡とジェファーソン郡はポトマック川沿い、山岳より東にあり、1863年、再編されたバージニア州政府の同意で、ウェストバージニア州への併合が決められた。脱退派の強かった郡の多くの有権者が南軍に入っていて投票が行われたときは留守であり、戻ってきたときにその移行を承認しようとしなかった。バージニア州議会は脱退決議を撤廃し、1866年には、ウェストバージニア州に対して、ウェストバージニア州の州としての加盟を違憲であると宣言した郡は、バージニア州の部分であると宣言することを求める訴訟を起こした。一方1866年3月10日、連邦議会は移行を認知する合同決議を行った。最高裁判所は1870年にウェストバージニア州有利の判決を下した。
南北戦争の間、ウェストバージニア州にはあまり影響が及ばなかった。北軍ジョージ・マクレラン将軍の軍隊がリッチマウンテンの戦いを頂点とした1861年夏には領域の大部分を支配し、同年、南軍のロバート・E・リーが侵略を試みたものの、北軍支配が大きく揺るがされることは無かった。1863年、南軍ジョン・D・インボーデン将軍の5,000名の部隊が州内のかなりの領域に侵入した。ある地区ではゲリラ部隊が家を焼き略奪を行った。それらは終戦まで完全に制圧されなかった。東部パンハンドル部は戦争の影響を受けた。この地域の支配権は何度も入れ替わった。
ウェストバージニア州となった地域から、実際には南北両軍に22,000人から25,000人のほぼ同数の兵士を拠出した。ホィーリング政府はその支配を守るために、1865年には南部から戻った者の選挙権を剥奪する必要性があることを理解した。この法を提案したジェイムズ・ファーガソンは、これが法制化されなければ、自分は500票差で落選すると語った。南軍支持者の資産も押収され、1866年には南軍に支援や便宜を与えた者全てから選挙権を剥奪する憲法修正案が採用された。アメリカ合衆国憲法に修正第14条と同第15条が追加され、修正が必要になった。1870年には民主党が支配権を取り戻し、1871年には1866年憲法修正が無効とされた。この変更への最初のステップは共和党が1870年に行っていた。1872年、全く新しい憲法が採択された。
レコンストラクション時代とその後の数十年間、バージニア州とウェストバージニア州は、南北戦争前にバージニア州政府が負っていた負債をどのように分割負担するかで揉めた。その負債の大半は運河、道路、鉄道などバージニア公共事業局の下で進められた公的インフラの改良に関するものだった。元は南軍の将軍だったウィリアム・マホーンは再編党とよぶ政治連衡を形成した。ウェストバージニア州の最初の憲法はバージニア州負債の一部を肩代わりすると決めていたが、1870年にバージニア州によって交渉が始まり、1871年にはバージニア州が負債の3分の2を引き受け、残りをウェストバージニア州に一律割り当ててきた。この問題は最終的に1915年に決着し、アメリカ合衆国最高裁判所がウェストバージニア州に12,393,929.50米ドルの支払を命じた。この負債を完済したのは1939年だった。
1914年7月1日、アメリカ合衆国における禁酒法（1920年）に先立ち、州独自の禁酒法が発効した。

### 自然資源の開発
レコンストラクション時代後、35番目の州となったウェストバージニア州は、他の経済活動よりもその鉱物資源の開発で恩恵を受けた。
アパラチア山脈の全域に硝酸カリウムの採れる洞窟があり、弾薬用に開発された。バージニア州との州境には「硝石トレイル」があり、硝酸カルシウムを豊富に埋蔵する石灰岩の洞窟が並んでおり、産品は政府に買い上げられた。このトレイルはペンドルトン郡から西のモンロー郡ユニオンの町まで伸びていた。オーガン洞窟やヘインズ洞窟などこれら洞窟の半分近くはウェストバージニア州側に入っていた。18世紀後半ヘインズ洞窟の硝石採掘者はその堆積物の中に大型動物の骨を発見した。これらは地元歴史家やフロンティアの軍人ジョン・スチュアートによって、トーマス・ジェファーソンに送りつけられた。この骨は「メガロニクス・ジェファソニー」あるいは「大きなツメ」と名付けられ、ジェファーソンの3本指ナマケモノと呼ばれるようになった。2008年にはウェストバージニア州の公認化石に指定された。州の公認石は瀝青炭であり、公認宝石はシリカ化ミシシッピアン化石リトストロティオネラ・サンゴである。

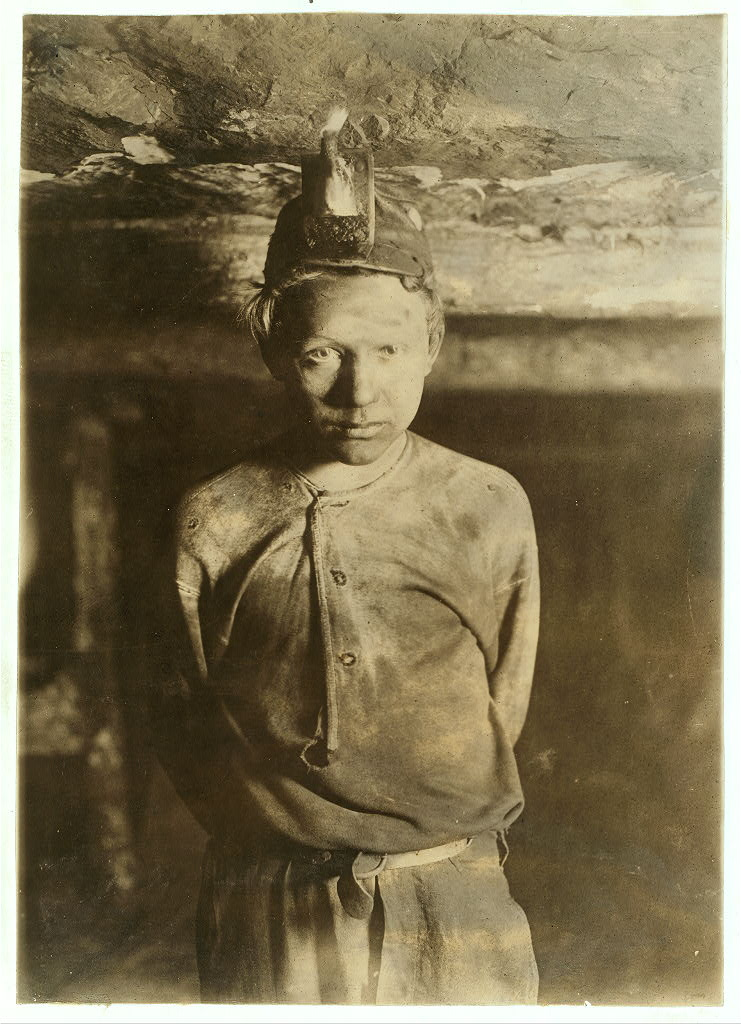
炭坑の少年労働者、1908年

石灰岩は有益な採石産業も生んだ。通常は小さく柔らかなカルシウム成分の多い鉱脈を燃やして工業用の石灰を生産した。この石灰は農業と建設用に使われた、長年チェサピーク・アンド・オハイオ鉄道の特定部分が石灰岩を工業用融剤としてバージニア州クリフトンフォージまで運んだ。
岩塩は18世紀から採掘されていたが、南北戦争の時までに大きく注目され、カナー郡の赤塩は初め南軍の、後には北軍の貴重な物資となった。後により進化した採掘方法が導入され、ウェストバージニア州は塩の主要産地となった。
しかし19世紀後半、まだ開発されていなかった瀝青炭という貴重な資源が見つかった。これが国内の産業革命を加速させ、世界中の海軍の蒸気船に使われた。
州民（インディアンとヨーロッパ系初期開拓者の双方）は、地下に石炭があることを以前から知っており、暖房や燃料に使えることも分かっていた。しかし長い間、大変小さく「個人的な」鉱山が掘られているだけだった。南北戦争後、新しく鉄道が大量の石炭を運ぶ実用的な輸送手段となり、拡大するアメリカ合衆国で使われ、さらに輸出もされた。ニュージャージー州北西部やペンシルベニア州の無煙炭がこのころに枯渇し始めたので、投資家や工業経営者はウェストバージニア州に注目した。デイビッド・T・アンステッド博士のような地質学者が炭田の可能性を探索し、土地や初期鉱業計画に投資した。
1872年、チェサピーク・アンド・オハイオ鉄道が州内を通って新市であるオハイオ川沿いのハンティントンまで開通し、ニュー川炭田から出荷できるようになった。間もなくチェサピーク・アンド・オハイオ鉄道はハンプトン・ローズの大型港ニューポートニューズに巨大な石炭桟橋を建設した。1881年、バージニア州の南端ノーフォークまで伸びる元アトランティック・ミシシッピ・アンド・オハイオ鉄道の新しい所有者で、フィラデルフィアを本拠とする者がウェストバージニア州に大きな土地を保有しており、この州にはっきりと焦点を当てた。この鉄道はノーフォーク・アンド・ウェスタン鉄道と改名され、計画されている拡張に対応するためにロアノークという新しい鉄道町が開発された。新社長のフレデリック・J・キンボールと小さな集団が馬に乗って旅し、まず豊かな瀝青炭鉱脈を見た後で、キンボールの妻がそこを「ポカホンタス」と名付けた。ノーフォーク・アンド・ウェスタン鉄道はそこに到達する西進計画に変更した。間もなくノーフォーク・アンド・ウェスタン鉄道はハンプトン・ローズにある新しい石炭桟橋から出荷を始めた。

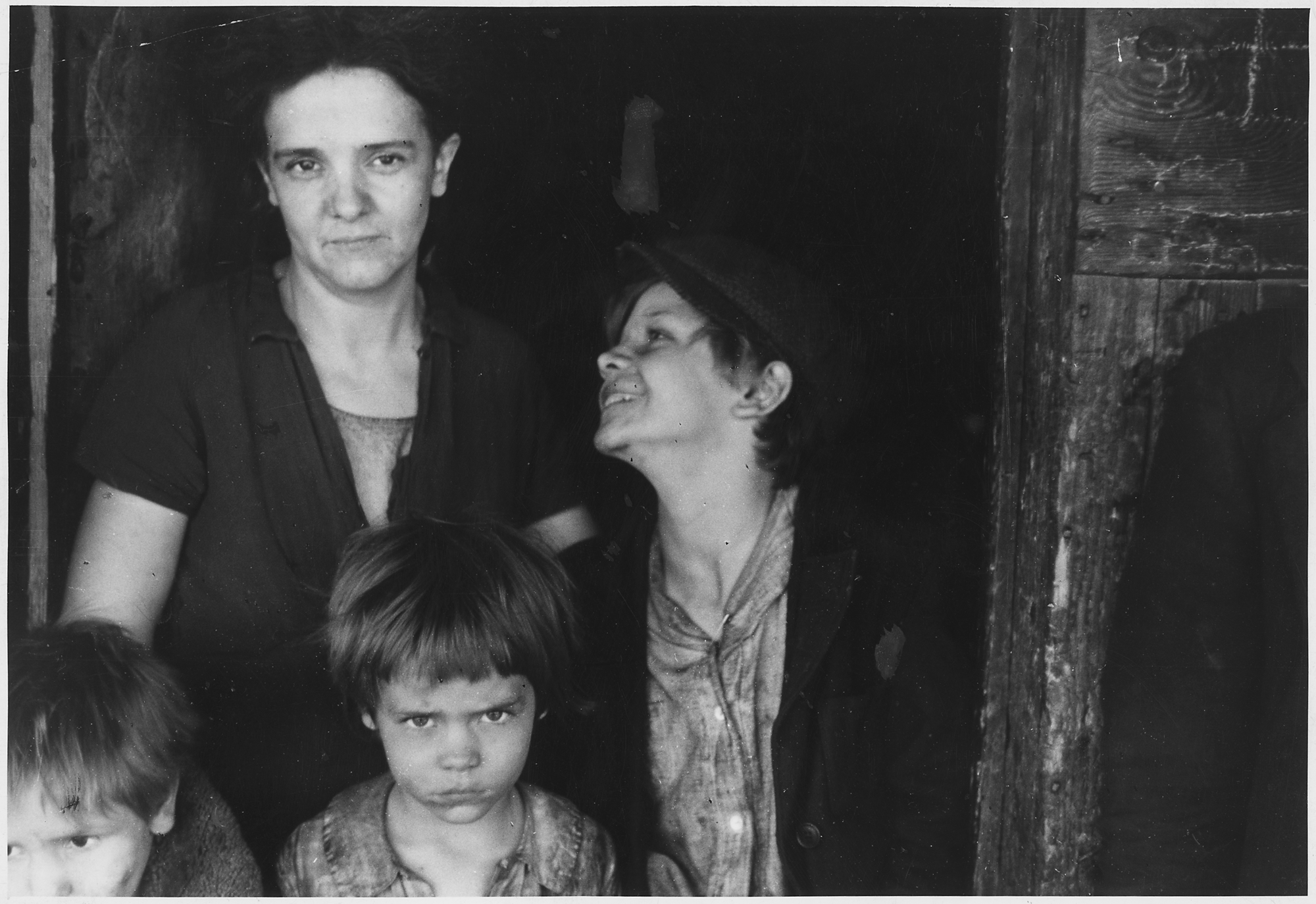
石炭坑夫の家族、1935年ごろ

1889年、州南部のノーフォーク・アンド・ウェスタン鉄道に沿った所で、重要な石炭の中心地ブルーフィールドが設立された。この町はポカホンタス炭田の首都として、その後数十年間州南部最大の都市だった。バージニア州にある同名のブルーフィールドとは姉妹都市である。
州北部やその他の地域では、古いボルチモア・アンド・オハイオ鉄道などが、石炭による機会を生かすために鉄道を拡張した。ボルチモア・アンド・オハイオ鉄道はボルチモア市に石炭桟橋を造り、五大湖にも数か所造った。石炭を運んだ他の会社としては、ウェスタン・メリーランド鉄道、サザン鉄道、ルイビル・アンド・ナッシュビル鉄道があった。
特に注目すべきは遅れて入ったバージニアン鉄道だった。1900年までに、州南部の山がちで広大な地域だけが、既存の鉄道とも鉱業とも離れた地域だった。この地域の中、ローリー郡とワイオミング郡にあるニュー川炭田の西に、ワインディング・ガルフ炭田があり、後には「ビリオンダラー炭田」として発展した。

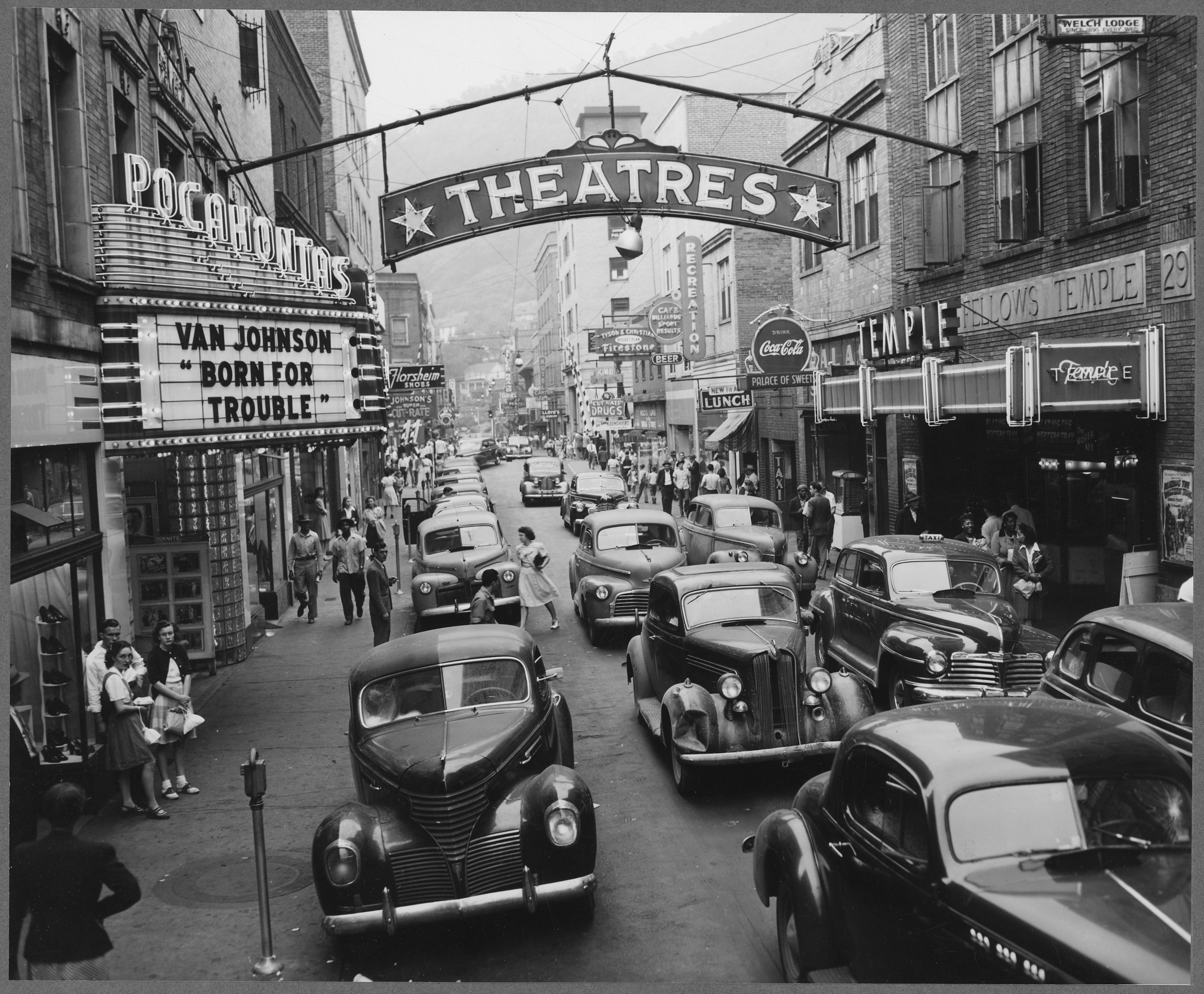
マクドウェル郡ウェルチの町の土曜日午後、1946年

アンステッド博士の弟子に、ファイエット郡の土木技師かつ鉱山監督者ウィリアム・ネルソン・ペイジ（1854年-1932年）がいた。元ウェストバージニア州知事のウィリアム・マッコークルは、ペイジのことを「農夫が畑を知っているように」土地のことを知っている男だと表現していた。ペイジは1898年から北部やヨーロッパを本拠とする投資家とチームを組み、未開発地域の利点を採った。この地域で広大な土地を取得し、短線のディープウォータ鉄道の計画を始めた。これはチェサピーク・アンド・オハイオ鉄道のカナー川に沿った線と、ノーフォーク・アンド・ウェスタン鉄道のマトアカを繋ぐ約80マイル (130 km) の路線だった。
ディープウォータ鉄道の計画は二大鉄道会社を通して競争力ある輸送市場を提供できるはずだったが、その2社の経営者はこの計画を歓迎しなかった。両社は秘密に連携し、ペイジと魅力的な利用料を交渉することを拒否したばかりでなく、他にも多くの短線を持っていたので、ペイジから買い取る申し出も無かった。しかし、チェサピーク・アンド・オハイオ鉄道と、ノーフォーク・アンド・ウェスタン鉄道の社長がそれでペイジの計画を潰せると思ったのなら、それは間違いだった。ペイジの沈黙する共同経営者の一人が、百万長者工業経営者のヘンリー・ハットルストン・ロジャーズであり、ジョン・D・ロックフェラーのスタンダード・オイル・トラストでは主要人物であり、自然資源や輸送手段の開発では古強者だった。競合「戦争」の習熟者としてのロジャーズは、その行為で負けることを望まず、さらには奥の手があった。
ペイジとロジャーズは諦める代わりに、ロジャーズの個人資産を使って4,000万米ドルを手当てし、東のバージニア州まで線路を敷設する計画を密かに立て、建設した。バージニアン鉄道と名付けられたこの路線は1909年に完成したが、このとき増加し続ける石炭をハンプトン・ローズから輸出するために使われる鉄道は3本を下らなかった。ウェストバージニア州の石炭は五大湖の港から大きな需要が来ていた。バージニアン鉄道とノーフォーク・アンド・ウェスタン鉄道は最終的に現在あるノーフォーク・サザン鉄道の一部となり、バージニアン鉄道の良く設計された路線はハンプトン・ローズに好ましい効果を上げ続けている。
石炭の採掘と関連産業は州内の主要雇用主だったので、労働条件、安全問題、経済的思惑などでかなりの労働争議があった。21世紀に入っても安全の問題と環境問題が大きな関心となっている。それでも多くの他州で発電するためにウェストバージニア州の石炭が使われている。
州内の鉱物資源は石炭だけでなく、1928年にはジョーンズ・ダイアモンドと呼ばれる34.48カラット (6,896 g) のダイアが発見されている。

## 地理
アパラチア山脈の中にあるウェストバージニア州は、総面積24,229.76 平方マイル (62,754.8 km2)、このうち陸地が 24,077.73 平方マイル (62,361.0 km2)、水域が 152.03 平方マイル (393.8 km2) であり、面積では50州の中で第41位である。ウェストバージニア州は北部でペンシルベニア州、北部及び西部でオハイオ州、西部でケンタッキー州、北部及び東部でメリーランド州、東部及び南部でバージニア州と隣接している。オハイオ川及びポトマック川が、州境の一部を形成している。バージニア州との州境が最も長く381 マイル (610 km)、オハイオ州とは 243 マイル (389 km)、メリーランド州と 174 マイル (278 km)、ペンシルベニア州と 118 マイル (189 km)、ケンタッキー州とは 79 マイル (126 km)である。

### 地質と地形

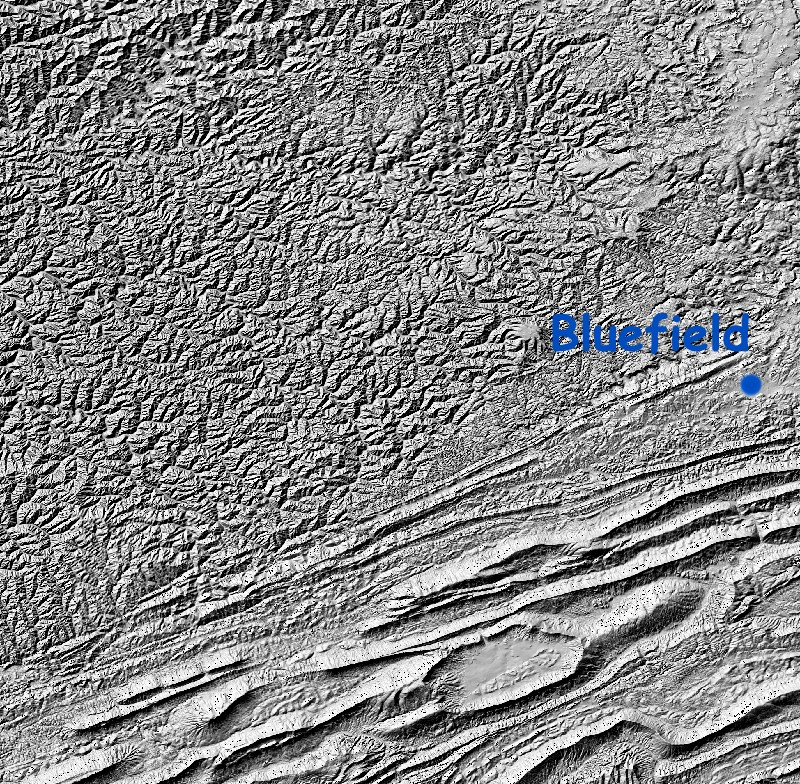
カンバーランド高原とアパラチア・リッジ・アンド・バレーの起伏を示す図

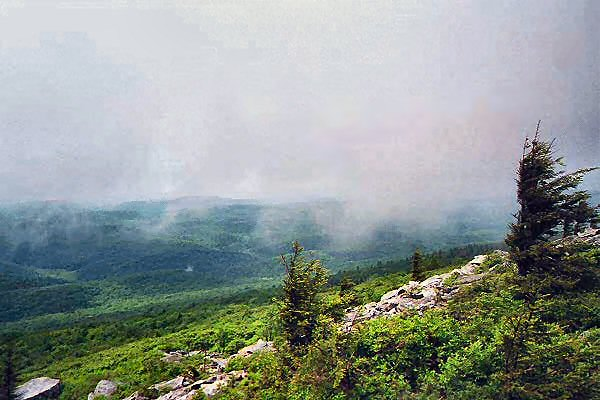
スプルース・ノブ山頂は雲に覆われていることが多い

ウェストバージニア州はアパラチア山脈内部に位置している合衆国内で唯一の州であり、すべての地域が山岳内にあることから、山岳州（The Mountain State）と愛称が付けられている。またモットーはラテン語で "Montani Semper Liberi" （山岳人は常に自由）である。州領域の約75%はカンバーランド高原およびアリゲイニー台地の内にある。高原地域は、標高は高くないものの、大半が起伏が激しい地域である。平均標高は約1,500フィート (460 m) であり、ミシシッピ川以東では最も高い。オハイオ川やシェナンドー川の近くでは標高が低く、起伏の激しさも小さくなっている。
バージニア州との東部州境にあるモノンガヘラ国立森林公園（Monongahela National Forest）地域の山々は、ニューイングランド北部及びカナダ東部と類似した寒冷な気候並びに生態系を持つ孤立した地域である。ウェストバージニア州の最高地点は、スプルース・ノブ（Spruce Knob）山頂の1,482 m（4,863 フィート）であり、標高4,000フィート (1,200 m) 以上では、密生したトウヒ属（スプルース）の針葉樹林でおおわれている。スプルース・ノブはモノンガヘラ国立森林公園内に位置し、スプルース・ノブ・セネカロックス国立レクリエーション地域の一部をなしている。また、この森林地域内には、全部で6つの原生地域がある。南部の森林の外側にあるニュー川峡谷は、ニュー川によって侵食された304 m（1,000 フィート）の深い渓谷である。ニュー川峡谷及びニュー川の一部は、ニュー川峡谷国立河川公園（New River Gorge National River）に指定されている。ニュー川峡谷国立河川公園は、国立公園局が管理する15しかない国立河川公園のうちのひとつである。
国立公園局などの保護及び管理下にある地域としては、他に以下のものがある。
- アパラチアン・トレイル
- ブルーストーン国立景観河川
- カナーン・バレー国立野生生物保護区
- チェサピーク・アンド・オハイオ運河国立歴史公園（ポトマック川
- ゴーリー川国立レクリエーション地域（サマーズビル近郊）
- ジョージ・ワシントン国立の森
- ハーパーズ・フェリー国立歴史公園
- オハイオ川諸島国立野生生物保護区

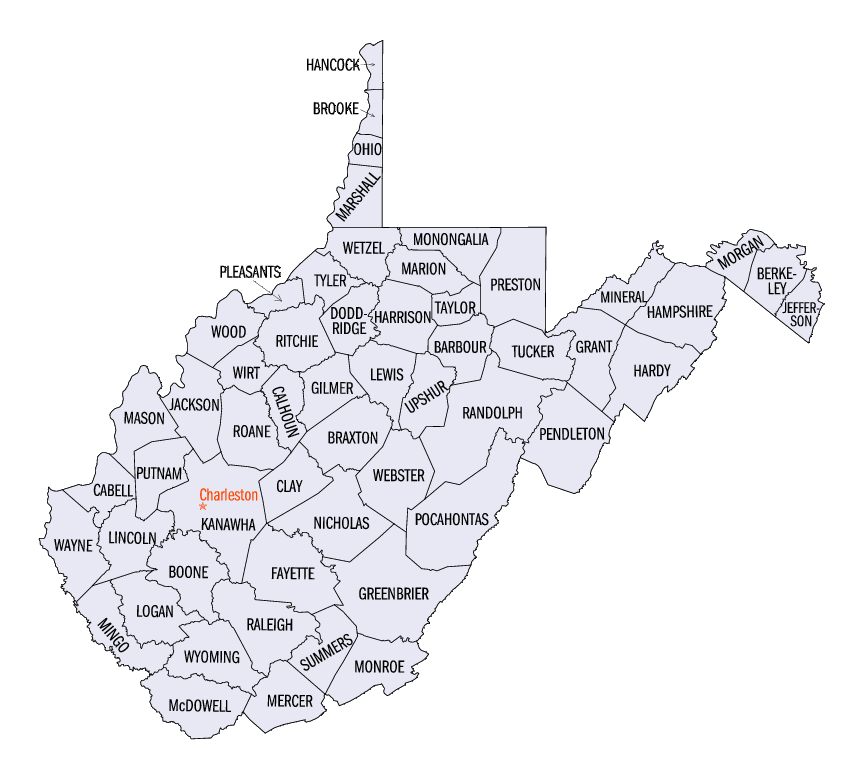
ウェストバージニア州の郡の配置図

ウェストバージニア州の大半はアパラチア混合植生林生態系にあるが、東部州境に沿った地域やパンハンドル部の標高が高い地域はアパラチア・ブルーリッジ森林に入っている。州大半の固有植生は元々、オーク、クリ、カエデ、ブナ、シロマツの硬木混合林であり、水路沿いにはヤナギやプラタナスが生えている。生態的な多様性と景観美の故に土地の者に好まれ、「ほとんど天国」 ("Almost Heaven") と呼んでいる。この言葉はジョン・デンバーのヒットソング『故郷へかえりたい』 ("Take Me Home, Country Roads") から来ている。この歌が出る前では、「コグの州」（COG、石炭、石油、ガスの頭文字）や「山岳州」と呼ばれていた。
地層は砂岩、頁岩、瀝青炭鉱床、石灰岩が重なり、東の山から流れ出た堆積物と西にある浅い内陸海とで海岸に近い環境となる。地層の中には海岸湿地環境、川のデルタ、浅い海のようなものもある。ミシシッピ期やペンシルベニア期に海面が上昇降下を繰り返し、変化のある地層になった。アパラチア山脈は3億年以上前に形成され、地球最古のものとされている。

### 気候
ウェストバージニア州の気候は、標高の低い南西部（ハンティントン市やチャールストン市）およびアパラチア山脈東側の東部パンハンドル部では、温暖湿潤気候（ケッペンの気候区分Cfa）にあり、暑く湿気た夏と、温暖な冬がある。州内の他地域は湿潤大陸性気候（ケッペンの気候区分Dfa、標高の高い地域はDfb）にあり、温暖から暑く湿気た夏と、冷涼から寒い冬がある。標高が上がると厳しい気候になる。南部の高原地域も山岳性温暖気候（ケッペンの気候区分Cfb）にあり、冬の気温は温暖であり、夏の気温は幾分涼しい。しかし天候は州全体で変わりやすい。耐寒性区分では中部アパラチア山脈での5bから暖かい低地の7aまである。
東部パンハンドル部やオハイオ川バレーでは、モクレン、サルスベリ、アルビジア・ジュリブリシン、スウィートガムなど亜熱帯性植物を見るほど暖かく、ときにはシュロやターポンも見られる。これらの植物は州内の他地域では生えていない。ウチワサボテンは州内の多くの地域で見られる。
1月の平均気温は、チート川近くで26°F (-4 ℃)、ケンタッキー州との州境沿いで41°F (5 ℃)と幅がある。7月の平均気温はポトマック川北支流沿いの67°F (19 ℃)から、州西部の76°F (24 ℃) となっている。山岳部ではさらに涼しくなる。過去最高気温は1936年7月10日にマーティズバーグで記録された112°F (44 ℃)、過去最低気温は1917年12月30日にルイスバーグで記録された-37°F (-38 ℃) である。
年間降水量は東部低高度地域の32インチ (810 mm) から、アリゲイニー・フロントの高地で56インチ (1,400 mm) と変化する。降水量の半分をやや超える量が4月から9月までに降る。カナー郡の多くの谷、特にタイガート・バレーでは深い霧がでることが多い。国内でも雲の多い州であり、エルキンスやベックリー各市は年間の曇りの日数（210日以上）でそれぞれ国内第9位と第10位になっている。アリゲイニー山地で堰き止められる湿気のために生ずる曇り日が続くことに加え、スノーシューの町では年間200日近く雨や雪の降る日があり、最も降水日の多い地域となっている。低地の降雪はせいぜい数日続くだけだが、山岳部では数週間続くこともある。チャールストン市の年間降雪量は34インチ (86 cm) だが、1995年から1996年の冬には、幾つかの都市で年間降雪量の3倍以上を記録し、新記録となった。アリゲイニー高原の平均降雪量は年間180インチ (460 cm) まである。東部の州に比べて悪天候が起こる頻度は幾らか少ない。ロッキー山脈の東では、竜巻発生回数の最も少ない州である。

## 人口動態

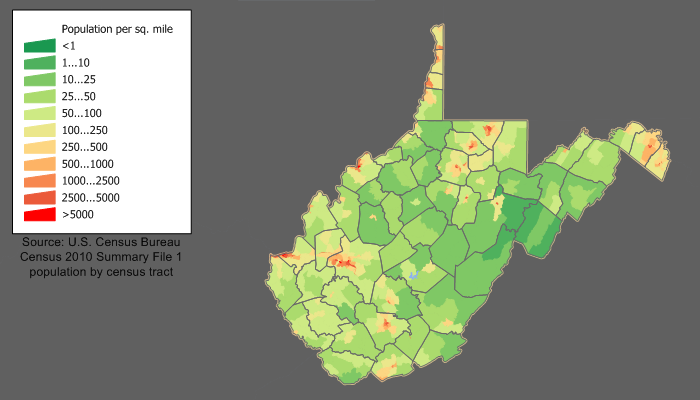
ウェストバージニア州の人口密度図

2020年国勢調査時点のウェストバージニア州の人口は1,793,716人で、2010年国勢調査より3.20%、59,278人減少しており、全米50州中最悪の人口減少率となった（そもそも人口が減少した州自体、ウェストバージニア州のほかにはイリノイ州とミシシッピ州の2州だけで、しかも両州ともに1%未満の微減にとどまっている）。ウェストバージニア州の人口重心は、ブラクストン郡ガサウェー（Gassaway）にある。2012年ギャラップ・ハサウェイ幸福度指数では、ウェストバージニア州の心身健康度を国内50位にするなど、50州の中で最も惨めな州に挙げた。
2010年国勢調査に拠れば、ウェストバージニア州の人種による人口構成は次のようになっている
- 93.2% ヒスパニック以外の白人
- 3.4% 黒人
- 1.2% ヒスパニック
- 0.7% アジア人
- 0.2% インディアン
- 0.1% その他
- 1.3% 混血

ウェストバージニア州の住民のうち1.1%のみが外国生まれであり、50州の統計値の中では最低である。また家庭内で英語以外の言語を話す住民の比率も2.7%で最下位である。
ウェストバージニア州内で申告された祖先による構成比は、イギリス系 (35.2%)、ドイツ系 (17.2%)、アイルランド系 (8%)、スコットランド・アイルランド系 (5%)、イタリア系 (4.8%)だった。2000年国勢調査で自分のことを単に「アメリカ人」と申告した割合は18.8%だった。この人々の多くは、スコットランド・アイルランド系あるいはイギリス系である。アイルランド系と申告する人の多くはスコットランド・アイルランド系のプロテスタントである。ドイツ系を祖先に持つ人々の多くは、この州の北東部の郡に居住している。イギリス系の子孫は州全体に分布している。
ウェストバージニア州の人口のうち、5歳以下は5.6%、18歳以下は22.3%であると報告されており、65歳以上は15.3%である。女性は人口のおよそ51.4%を占める。
2006年には州内で20,928人が生まれた。この中で19,157人（出生数の94.40%）は非ヒスパニック白人の子供だった。
北部パンハンドル部と北中部の地域は、ペンシルベニア州ピッツバーグ市に対する一体感がある。また東部パンハンドル部では、ワシントンD.C.、メリーランド州とバージニア州郊外部との結びつきが強く、州南部は自らを南部人と考えている。西側州境のオハイオ川中流域の町や農園はアメリカ合衆国中西部に似た外観や文化がある。
ウェストバージニア州は、特に肥満の人の割合が多く、2016年のアメリカ保健信託と民間財団の調査では、人口に対する肥満率は37%を超え全米の州の中でもトップとなった。

### 宗教
| 宗教構成比 (ARIS 2008) | 宗教構成比 (ARIS 2008) | 宗教構成比 (ARIS 2008) |
| ---------------------- | ---------------------- | ---------------------- |
| キリスト教             | キリスト教             | 77%                    |
|                        | バプテスト             | 27%                    |
| カトリック教会         | 7%                     |                        |
| メソジスト             | 13%                    |                        |
| ルーテル教会           | 1%                     |                        |
| その他のキリスト教     | 29%                    |                        |
|                        |                        |                        |
| 無回答                 | 無回答                 | 5%                     |
| 無宗教                 | 無宗教                 | 15%                    |
| その他の宗教           | その他の宗教           | 3%                     |

| 宗教構成比 (ピューフォーラム 2010) | 宗教構成比 (ピューフォーラム 2010) | 宗教構成比 (ピューフォーラム 2010) |
| ---------------------------------- | ---------------------------------- | ---------------------------------- |
|                                    | 福音主義キリスト教                 | 36%                                |
| カトリック教会                     | 7%                                 |                                    |
| メインライン・プロテスタント       | 32%                                |                                    |
| ユダヤ教                           | 1%                                 |                                    |
| ヒンドゥー教                       | 1%                                 |                                    |
|                                    |                                    |                                    |
| 無回答                             | 無回答                             | 1%                                 |
| 無宗教                             | 無宗教                             | 19%                                |
| その他の宗教                       | その他の宗教                       | 3%                                 |

2008年のアメリカ宗教同定調査（ARIS）と2010年の宗教と公的生活に関するピューフォーラムの結果は、右表の通りである。

## インディアン部族

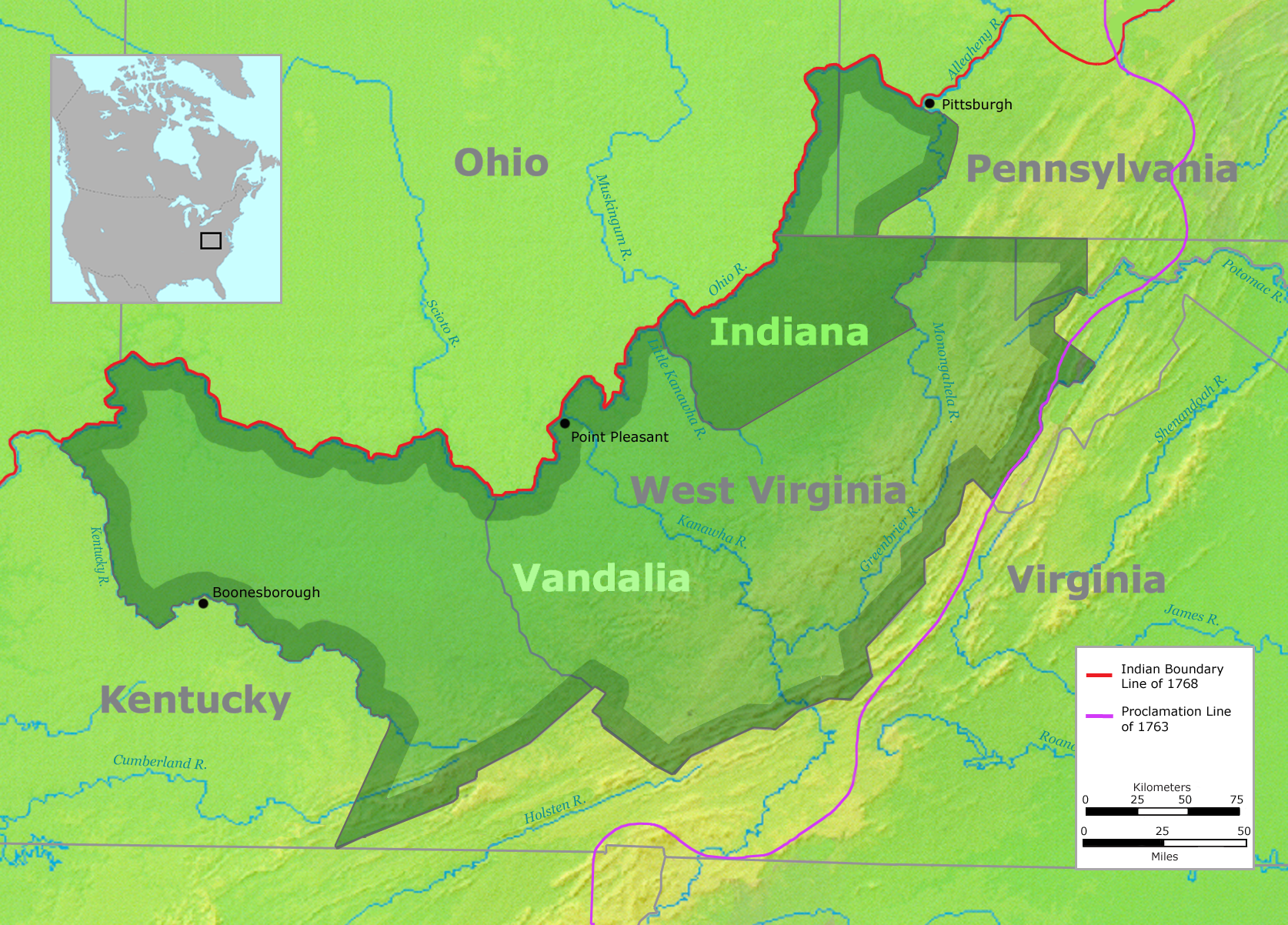
1768年、オハイオ川をインディアン領土との国境線とし、同州は大英帝国による「ヴァンダリア植民地」となった

ジョージ3世王の「王室宣言」による「大英帝国の領土」

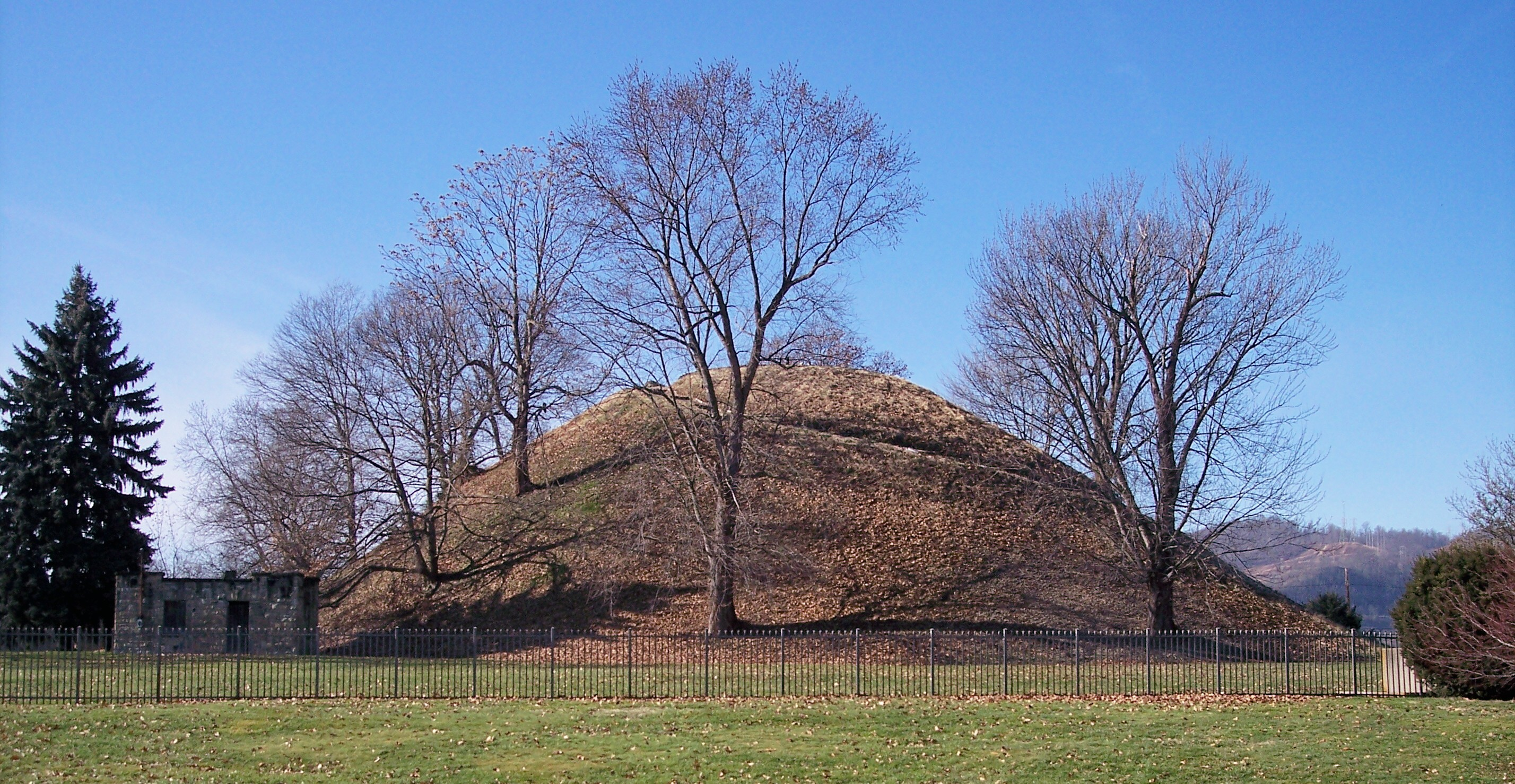
全米最大の土塁遺跡、「クリーク墳墓」

この地には、「モネトン族」、「チェロキー族」、「コノイ族」、「デラウェア族」、「ショーニー族」、「オナイダ族」、「モホーク族」、「オノンダーガ族」、「カユーガ族」、「セネカ族」、「タスカローラ族」などのインディアン部族が先住し、農耕生活を営んでいた。後6者は「イロコイ連邦」を結成していたが、「ダンモアの戦争」の後に五大湖東部に移動し、北東部のインディアン部族との戦いのきっかけとなった。
同州の入植政府とインディアン部族間で結ばれた条約に基づく国境線は、年次西方へ拡大していった。1646年の条約下では沿岸の一区画に過ぎなかった入植領土は、1684年の「アルバニー条約」を経て、1722年の「アルバニー条約」で州の約半分に及んだ。
オハイオ川の南側に位置する同州では、イロコイ連邦がインディアンの最大勢力だった。この入植権を巡る英仏の争いは、両国の「七年戦争」を招き、フランスが1763年にパリ協定で領土権を割譲すると、イギリス王ジョージ3世は「王室宣言」によって東部全域を含むこの地を「大英帝国の領土である」と宣言し、同州を「ヴァンダリア入植地」と名付けた。
イギリス入植政府はイロコイ連邦を「ダンモアの戦争」（1773〜1774年）で破り、1774年の「シャーロット砦の条約」でその領土をオハイオ川の東側、ほぼ州の全土とした。さらにオハイオ川の西側も、1775年にチェロキー族から奪った。
1830年、アンドリュー・ジャクソン大統領の民族浄化政策である「インディアン移住法」によって、同州のインディアン部族はすべて他州へ強制移住させられ、この強制移住を拒んで同州に残ったインディアンたちはすべて「絶滅部族」とされた。残留したチェロキー族は白人入植者を嫌って山間部に逃げ、穴ぐら住まいを強いられ、同州では「洞窟の人たち（people of the caves）」と呼ばれた。
現在、同州ではアメリカ連邦政府が承認する公式なインディアン部族はなく、部族単位では存在しないことになっている。2001年5月、彼らはハンティントンに非営利団体「先住アメリカインディアン連合」を組織した。同団体は部族語と民芸品の教室を運営し、また連邦政府による食糧配給倉庫、図書館、インディアン文化の博物館の建設を求めている。
ウェストバージニアには、各所に「アデナ族」、「ホープウェル族」によって築かれた巨大な先史時代の土塁遺跡が残っている。マウンズビルに残る「クリーク墳墓」はアメリカ合衆国最大規模の土塁遺跡であり、紀元前250年ごろに作られたものである。
≪アメリカ連邦政府に公式認定要求中の部族・団体≫
- 「モネトン族」
- 「連合チェロキー族・ウェストバージニア」

≪ウェストバージニア州政府が公認している団体≫
- 「先住アメリカインディアン連合（NAIF）」

### インディアン・カジノ
同州ではインディアン部族は存在しないことになっており、インディアン部族が運営する「インディアン・カジノ」は一軒もない。一方、2008年にグリーンブライア郡でカジノが合法化されるなどしていて、白人の経営するカジノは続々開業予定である。

## 主要な都市及び町

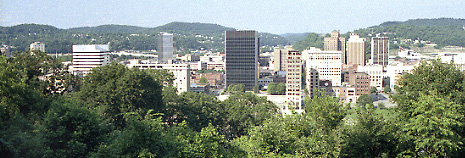
チャールストンはウェストバージニア州で最も人口が多い都市である。

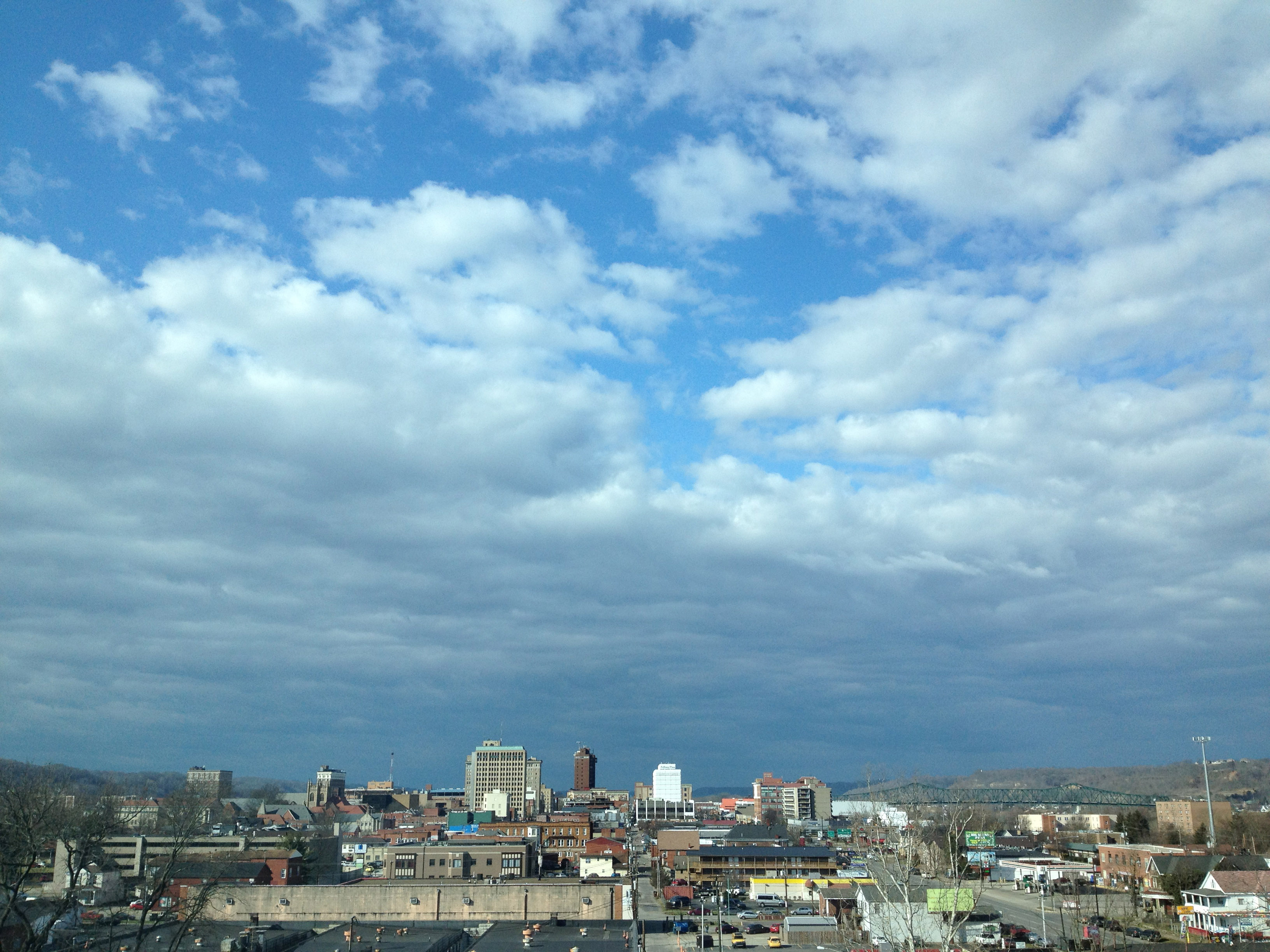
ハンティントン

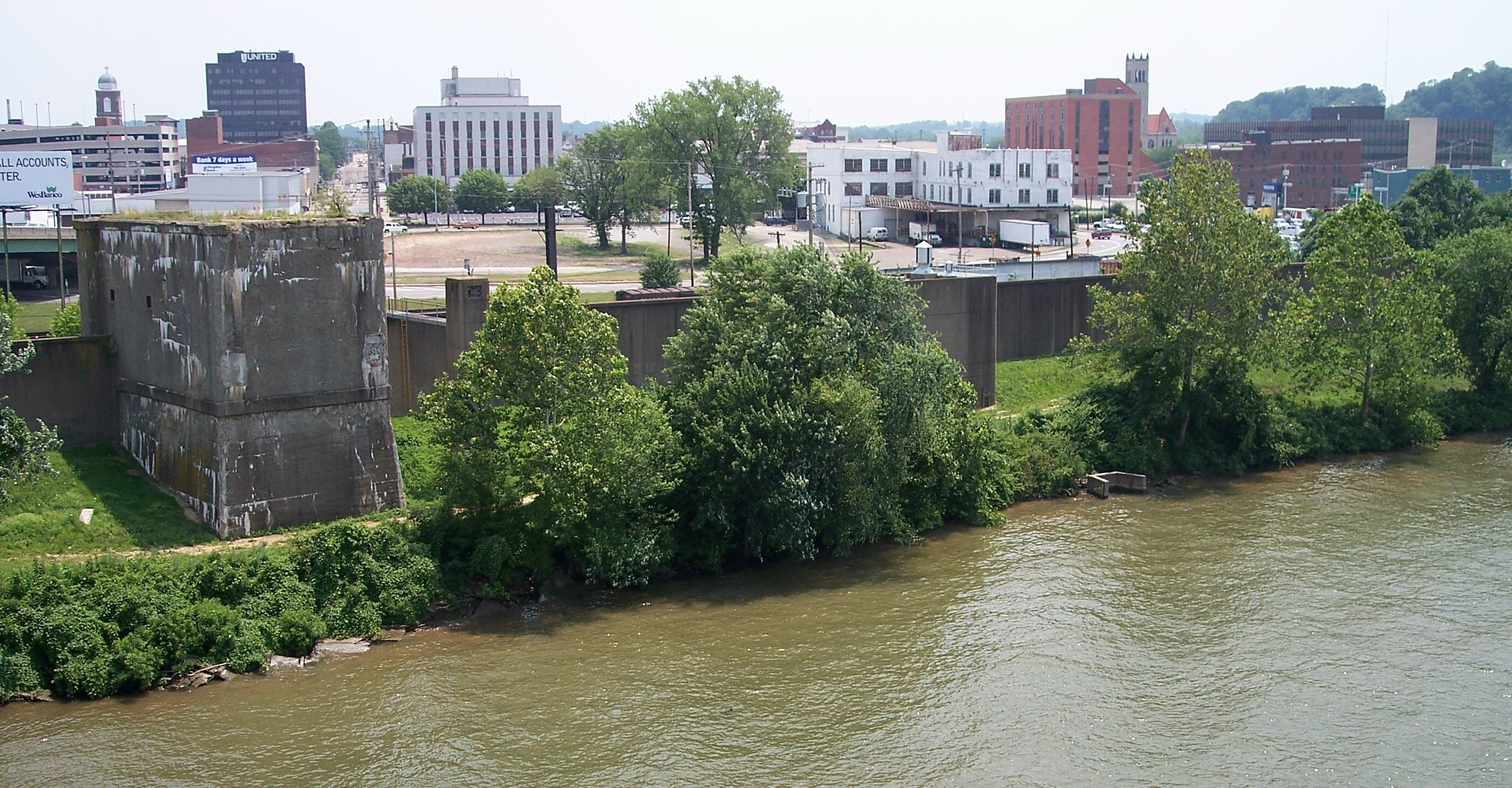
パーカーズバーグ

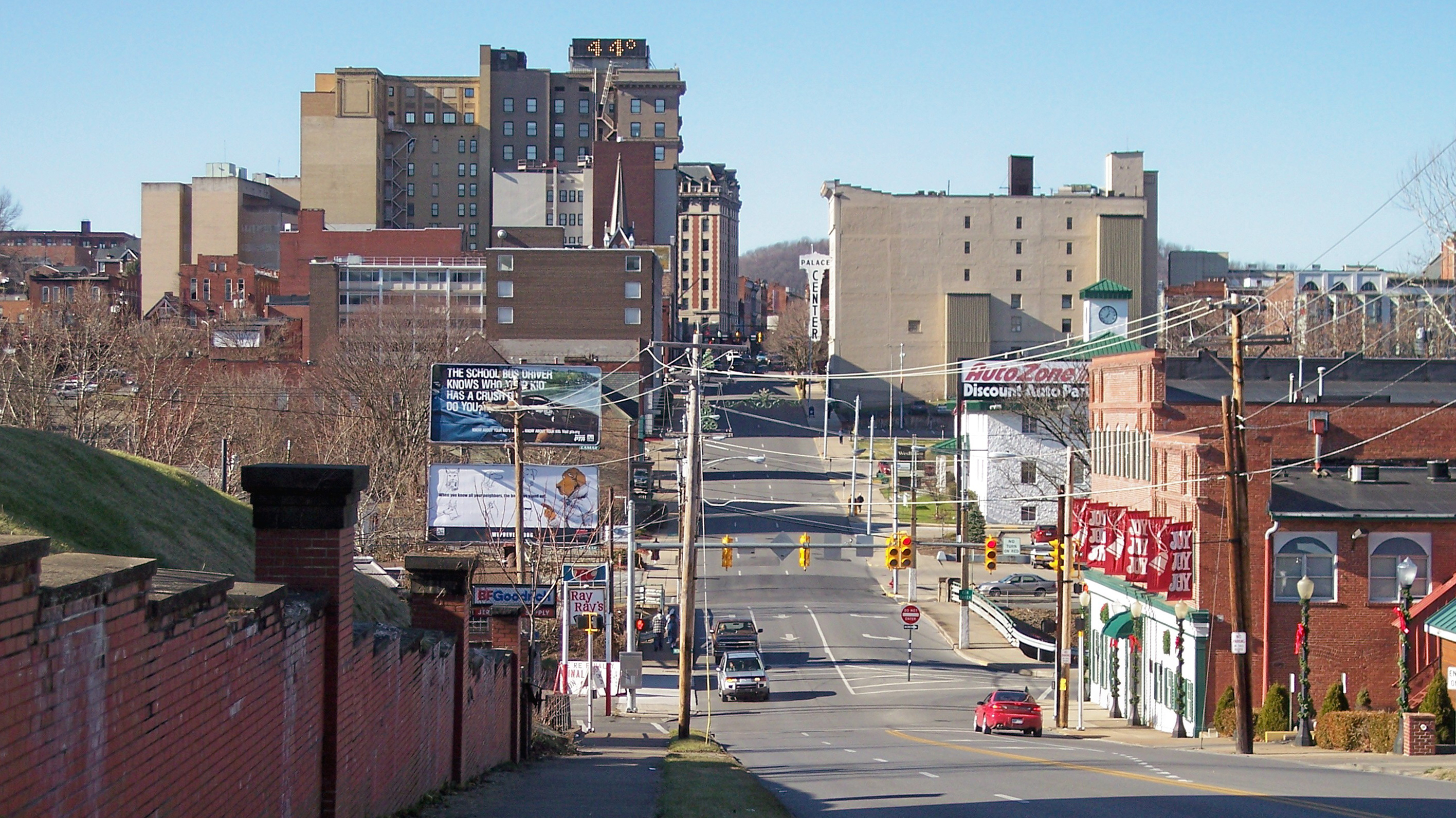
クラークスバーグ

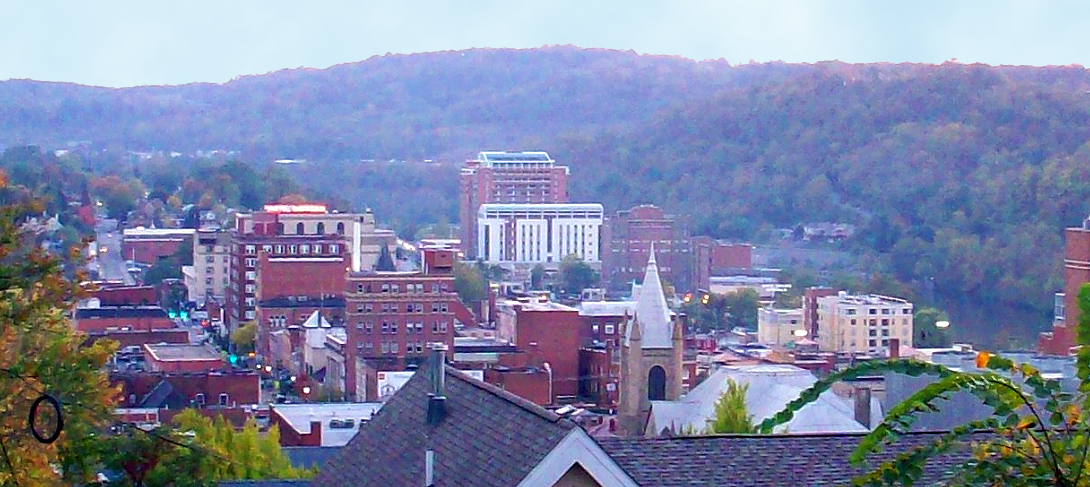
モーガンタウン

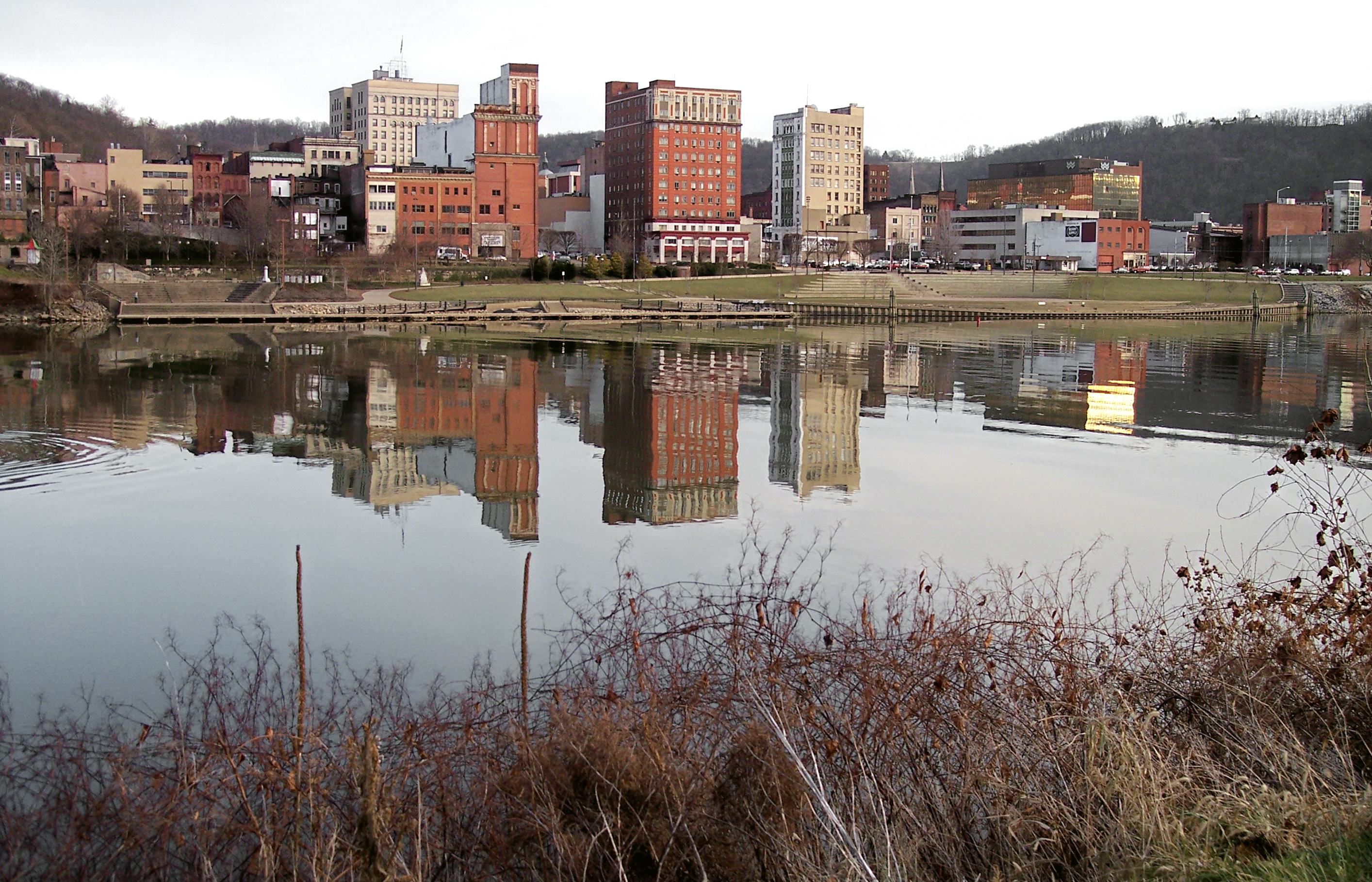
ホイーリング

### 州都
当初の州都はホイーリングにあった（1863年-1870年）。その後州の中央に近いチャールストンに移され（1870年-1875年）、再度ホイーリングに戻されたが、1885年に州会議事堂が焼けた。この年にチャールストンに戻され、以降はチャールストンが州都である。

### 主な都市（人口10,000人以上）
都市名の後の数字は2020年国勢調査の人口である。
- チャールストン、48,864人
- ハンティントン、46,842人
- モーガンタウン、30,347人
- パーカーズバーグ、29,738人
- ホイーリング、27,052人
- ウィアトン、19,163人
- マーティンズバーグ、18,777人
- フェアモント、18,416人
- ベックリー、17,286人
- クラークスバーグ、16,061人
- サウスチャールストン、13,647人
- テイズバレー、13,175人
- セントオルバンズ、10,861人
- ビエナ、10,652人

なお、州の最大都市の人口が50,000人に満たないのは、全米50州の中でウェストバージニア州とバーモント州（バーリントン、44,743人）の2州のみである。

### 大都市統計地域
詳細はアメリカ合衆国大都市統計地域、ウェストバージニア州の都市圏の一覧を参照
以下、定義は2020年3月6日時点。
- ウィアトン・スチューベンビル都市圏
- ウィンチェスター都市圏
- カンバーランド都市圏
- チャールストン都市圏
- パーカーズバーグ・ビエナ都市圏
- ハンティントン・アシュランド都市圏
- ヘイガーズタウン・マーティンズバーグ都市圏
- ベックリー都市圏
- ホイーリング都市圏
- モーガンタウン都市圏
- ワシントン・アーリントン・アレクサンドリア都市圏

### 小都市統計地域
詳細はアメリカ合衆国小都市統計地域、ウェストバージニア州の都市圏の一覧を参照
以下、定義は2020年3月6日時点。
- エルキンズ小都市圏
- クラークスバーグ小都市圏
- フェアモント小都市圏
- ブルーフィールド小都市圏
- ポイントプレザント小都市圏
- マウントゲイ・シャムロック小都市圏

## 政治と法律
ウェストバージニア州の州都と政府所在地は、州の南西部にあるチャールストン市である。

### 立法府
ウェストバージニア州立法府は両院制である。下院と上院で構成されている。議員は常勤職ではなく非常勤なので市民の議会である。その結果、議員は居住する町で本業を持っていることが多い。
通常の会期は1月から4月初旬までの60日間である。通常会期の終わりは、憲法で規定する最終期限の真夜中を守るために、最後の数分間まで困惑させられるような激情が続くことになる。他の月には通常会期の準備のために毎月臨時会期が開かれる。知事が招集したときは、特別会期のために定期的に集まってもいる。
副知事の肩書きは州法によって上院議長に与えられている。

### 行政府

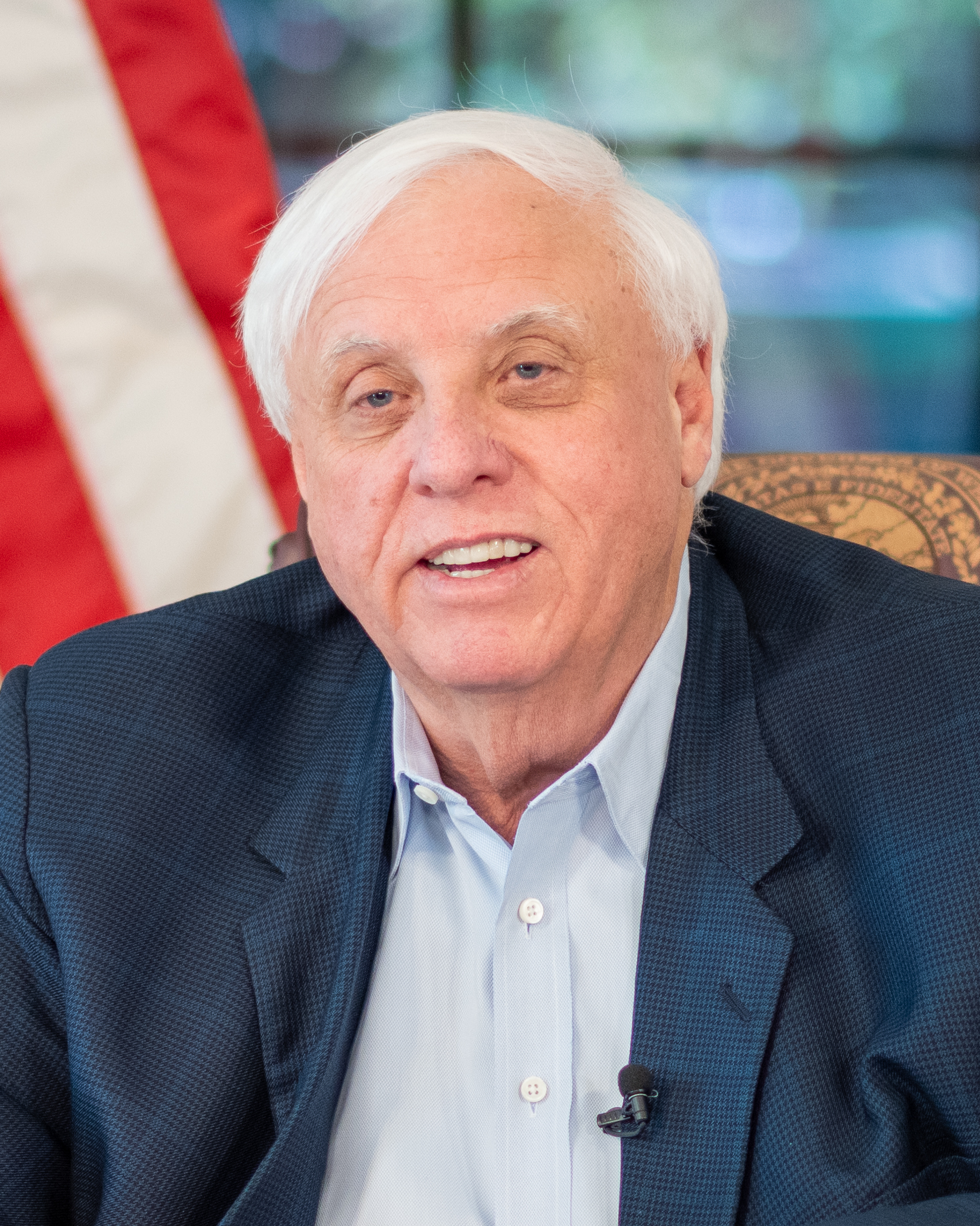
ジム・ジャスティス

州知事は4年毎にアメリカ合衆国大統領選挙と同じ日の選挙で選ばれ、翌年1月中に就任する。現在の州知事は共和党のジム・ジャスティスである。
州知事は2期連続して務めることができるが、3期目は辞さなければならない。

### 司法府
ウェストバージニア州は死刑制度を持たない13州の1つであり、南東部では唯一の州である。
一般的管轄権のある裁判のために、州は31の巡回裁判区に分けられている。各巡回裁判区は1つ以上の郡で構成される。巡回裁判所判事は党派選挙で選ばれ、任期は8年間である。
最上級の裁判所は最高控訴裁判所である。国内では最も繁忙な上訴裁判所である。上訴裁判所が1つしかないことでは国内11州の1つである。州憲法では、中間控訴裁判所の創設を認めているが、議会がこれを作ったことは無い。最高控訴裁判所判事は5人であり、党派選挙で選ばれ、任期は12年間である。
ウェストバージニア州はアルコール飲料統制州である。しかしそのような他州とは異なり、アルコールの小売りから1990年に撤退した。蒸留酒のみ卸売りを独占している。

### 選挙
南北戦争にて奴隷制廃止側であり、また経済的にも繁栄しており労働者の影響力も強かったことから、冷戦期において常に民主党が圧倒的に優勢で、州の要職や州議会、加えて連邦議会議員のポストも握っていた。しかし、主要産業であった石炭採掘の停滞が始まった2000年以降は、白人が州人口のほとんどを占めていることも重なって共和党が連邦レベルの選挙で優勢になり、2010年以降は州レベルでも共和党がほとんどの要職を占めるようになった。これに伴い、州議会、上下両院共に共和党が多数派を握った。2025年時点で、ウェストバージニア州選出の連邦下院議員は2人とも共和党である。
2000年アメリカ合衆国大統領選挙以降、各大統領選挙では共和党候補を支持してきた。2012年の選挙では共和党候補のミット・ロムニーが得票率62%で、民主党候補のバラク・オバマ（35%）を破った。しかし、2000年より以前は民主党の堅固な地盤であり、1932年から1996年の間に共和党候補を支持したのは、いずれもその共和党候補が大勝した1956年、1972年、1984年のわずか3回のみだった。
2008年時点で福音主義キリスト教徒が有権者の52%を占めている。2005年の世論調査では、有権者の53%が人工中絶に反対しており、これは国内第7位の高さだった。2006年時点で同性結婚に賛成したのは16%に過ぎなかった。2008年、イラクからのアメリカ軍撤退に賛成したのは58%であり、残留を望んだのは32%だった。同じく2008年、富裕者に対する増税が経済を潤すという説に賛成したのは52%、反対は45%だった。

## 経済
ウェストバージニア州は、アメリカ合衆国の州の中で、経済的に最も脆弱な州のひとつである。アメリカ合衆国国勢調査局のデータによると、ウェストバージニア州はアーカンソー州及びミシシッピ州に次いで、1人当たりの収入が3番目に低い州である。また、平均世帯収入は最低に位置している。
2009年の世界銀行推計に拠れば、ウェストバージニア州経済は世界の国と比較してイラクとクロアチアの間、第62位に位置している。2009年の国際通貨基金推計ではイラクとリビアの間で第64位だった。2010年11月に報告されたアメリカ合衆国商務省経済分析局2009年推計では、州内総生産が633億4,000万米ドル、実質総生産は550億4,000万米ドルだった。2009年の実質成長率は0.7%であり、国内第7位だった。2009年に経済が成長したことでは10州の1つになった。
2009年の一人当たり収入は、全国で2.6%下落したが、ウェストバージニア州は1.8%上昇した。2010年上期、ウェストバージニア州輸出額は3億米ドルとなり、前年同期比39.5%増加、国内平均の15.7%を上回った。
2010年、雑誌フォーブスは、事業を行うために最善の小都市10傑にモーガンタウンを挙げた。モーガンタウン市にはUSニューズ&ワールド・レポートが公立大学の第95位に挙げたウェストバージニア大学がある。ウェストバージニア州の4年制大学卒以上の人口比率は17.3%とアメリカ合衆国内で最低である。
法人税率は8.5%だが、2014年までに6.5%まで下げられる計画である。事業に掛かる費用は全国平均より13%少ない。
2008年、ウェストバージニア州は黒字予算としたことで、全米唯一の州になった。
ウェストバージニア州の失業率は2011年10月時点で8.2%だった。

### 観光業
ウェストバージニア州にはその穏和な地形を反映した環境がある。観光地としては、ニュー川峡谷橋や、ハーパーズ・フェリー国立歴史公園など多くの州立公園がある。1778年に建てられたグリーンブライア・ホテルとリゾートは、昔から世界の指導者やアメリカ合衆国大統領が訪れた一流ホテルと見なされてきた。国立電波天文台にはグリーンバンク望遠鏡がある。手作業で切り出された砂岩の建物としては北アメリカ最大、世界でもモスクワのクレムリン宮殿に次いで第2位の建物が州内にある。トランス・アリゲイニー精神病院は、アメリカ合衆国国定歴史建造物、かつ国立南北戦争の道の1点であり、そのツアーは年間を通じて予約で可能になる。

### 資源
ウェストバージニア州経済の主要な資源のひとつは石炭である。エネルギー情報管理局に拠れば、ウェストバージニア州は、石炭生産量でワイオミング州に次いで国内第2位である。大量の天然ガスを生産し石油掘削も試みられている。アパラチア山脈の中央をテネシー州からニューヨーク州まで伸びているマーセラス・シェール天然ガス鉱床では中心部にあたる。
州内で発電される電力のほとんど全てが石炭焚き火力発電所によるものである。電力は余剰であり、他州に融通している。農業も行われているが、州の多くが山岳地形なため限られた量となっている。

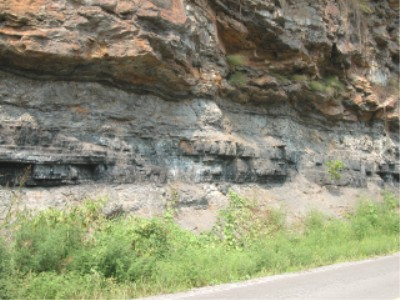
ウェストバージニア州南西部の瀝青炭鉱脈

州全体に落葉広葉樹林が茂っているので林業も盛んである。オーク、サクラ、ポプラ、カエデ、マツなどが利用されている。

### 風力発電
ウェストバージニア州は風力発電が盛んである。高さ80メーターの発電機で定格能力1,883メガワット、年間4,953ギガワット時、高さ100メーターの発電機で定格能力2,772メガワット、年間8,627ギガワット時の発電が可能である。屋上ソーラーパネルの能力3,810メガワットを含み、太陽光発電は定格能力40,000メガワット、6万ギガワットを発電できる。
|      |           | 風力発電量 (GW時) | 風力発電量 (GW時) | 風力発電量 (GW時) | 風力発電量 (GW時) | 風力発電量 (GW時) | 風力発電量 (GW時) | 風力発電量 (GW時) | 風力発電量 (GW時) | 風力発電量 (GW時) | 風力発電量 (GW時) | 風力発電量 (GW時) | 風力発電量 (GW時) | 風力発電量 (GW時) |
| 年   | 能力 (MW) | 合計              | 1月               | 2月               | 3月               | 4月               | 5月               | 6月               | 7月               | 8月               | 9月               | 10月              | 11月              | 12月              |
| ---- | --------- | ----------------- | ----------------- | ----------------- | ----------------- | ----------------- | ----------------- | ----------------- | ----------------- | ----------------- | ----------------- | ----------------- | ----------------- | ----------------- |
| 2009 | 330       | 742               | 86                | 86                | 69                | 71                | 31                | 49                | 49                | 32                | 46                | 71                | 68                | 86                |
| 2010 | 431       | 939               | 92                | 79                | 85                | 86                | 66                | 69                | 49                | 33                | 66                | 114               | 89                | 112               |
| 2011 | 564       | 1,099             | 102               | 113               | 112               | 114               | 49                | 62                | 45                | 65                | 60                | 122               | 124               | 132               |
| 2012 |           |                   | 201               | 147               | 136               | 130               | 59                |                   |                   |                   |                   |                   |                   |                   |

Source:

### 税
ウェストバージニア州の個人所得税は、連邦が定める調整後総所得（課税所得ではない）を州法の規定により修正したものに基づいて定められる。税率は3%から6.5%までの5段階である。ウェストバージニア州の消費税率は6%である。2004年1月1日から、累進課税方式に変わって計算値を徴税するようになった。大半の商品は6%だが、食品は2%である。計算は小数点以下第3位を四捨五入して行う。この制度によって8セント以下のものは非課税となった。
ウェストバージニア州は資産税を管理し徴収を続けている。ただし、資産税率は州政府、郡政府、教育委員会および自治体のものを反映している。郡は自治体に入っていない場所の宿泊施設に占有税も課している。自治体は市域にある企業に免許と総売上税を課し、宿泊施設に占有税を課している。州の税歳入省がこの税の管理で主要な役割を果たしているが、州政府の入る資産税は0.5%以下である。
資産税の使い途として多いのは郡教育委員会である。資産税は州内55郡の保安官に支払われる。各郡と自治体は、州憲法に規定する範囲内で独自の資産税率を設定できる。州議会が郡教育委員会の税率を設定する。この税率は州内全ての郡教育委員会が使用する。しかし、郡ごとに加算分があるので郡教育委員会の課税率は郡ごとに異なっている。州税歳入省は税率の評価と決定について、郡や自治体を監督し、また支援している。税率の合計は州、郡、教育委員会、自治体が課す税率の合計である。課税対象は動産、不動産、無形資産など4つの分類がありそれぞれ税率が異なる。その用途、場所、および7月1日時点の価値で評価される。全ての資産は3年毎に評価を見直される。資産価値が変化する場合は年度ごとの調整も行われる。ウェストバージニア州は相続税を課していない。連邦政府の遺産税も段階的に減ってきていることで、2005年1月1日以降に死亡した者の遺産には課税されなくなった。

### 民間大規模雇用主
2011年3月時点で州内の民間大規模雇用主は次の通りである
| 順位 | 企業                                                   | 順位 | 企業                                                         |
| ---- | ------------------------------------------------------ | ---- | ------------------------------------------------------------ |
| 1    | ウォルマート                                           | 26   | アライアント・テックシステムズ                               |
| 2    | ウェストバージニア・ユナイテッド・ヘルス・システム     | 27   | MTR ゲーミング・グループ                                     |
| 3    | チャールストン地域医療センター                         | 28   | Kマート                                                      |
| 4    | クローガー                                             | 29   | テレテック                                                   |
| 5    | コンソール・エナジー                                   | 30   | ダラー・ジェネラル                                           |
| 6    | マイラン・ファーマシューティカルズ                     | 31   | トマス健康システム                                           |
| 7    | ロウズ                                                 | 32   | BB&T                                                         |
| 8    | セントメアリーズ医療センター                           | 33   | リトル・ジェネラル                                           |
| 9    | アメリカン電力                                         | 34   | TRG カスタマー・ソリューションズ                             |
| 10   | メンター・ネットワーク                                 | 35   | ゴー・マート                                                 |
| 11   | レスケア                                               | 36   | ローリー総合病院                                             |
| 12   | キャベル・ハンティントン病院                           | 37   | エルクラン石炭会社                                           |
| 13   | ホイーリング病院                                       | 38   | GMRI, Inc.                                                   |
| 14   | ピルグリムズ・プライド                                 | 39   | スパータン鉱業会社                                           |
| 15   | ハリウッド・カジノ・アット・チャールズタウン・レイシズ | 40   | ホベット鉱業                                                 |
| 16   | デュポン                                               | 41   | エンプロイー・リソース・グループ                             |
| 17   | モンパワー                                             | 42   | ドミニオン・トランスミッション                               |
| 18   | ライト・エイド                                         | 43   | クラッカー・バレル・オールド・カントリー・ストア             |
| 19   | ウェストバージニアズ・チョイス                         | 44   | J.C.ペニー                                                   |
| 20   | 大学健康協会                                           | 45   | ハートランド・エンプロイメント・サービシズ                   |
| 21   | フロンティア・ウェストバージニア                       | 46   | ユナイテッド・パーセル・サービス                             |
| 22   | ボブ・エバンス・ファームズ                             | 47   | トヨタ・モーター・マニュファクチャリング・ウェストバージニア |
| 23   | カムデン・クラーク記念病院                             | 48   | ジーノズ/チューダーズ・ビスケット・ワールド                  |
| 24   | ザ・グリーンブライア                                   | 49   | ウィアトン医療センター                                       |
| 25   | モノンガリア総合病院                                   | 50   | リオ・ティント・アルキャン                                   |

## 交通

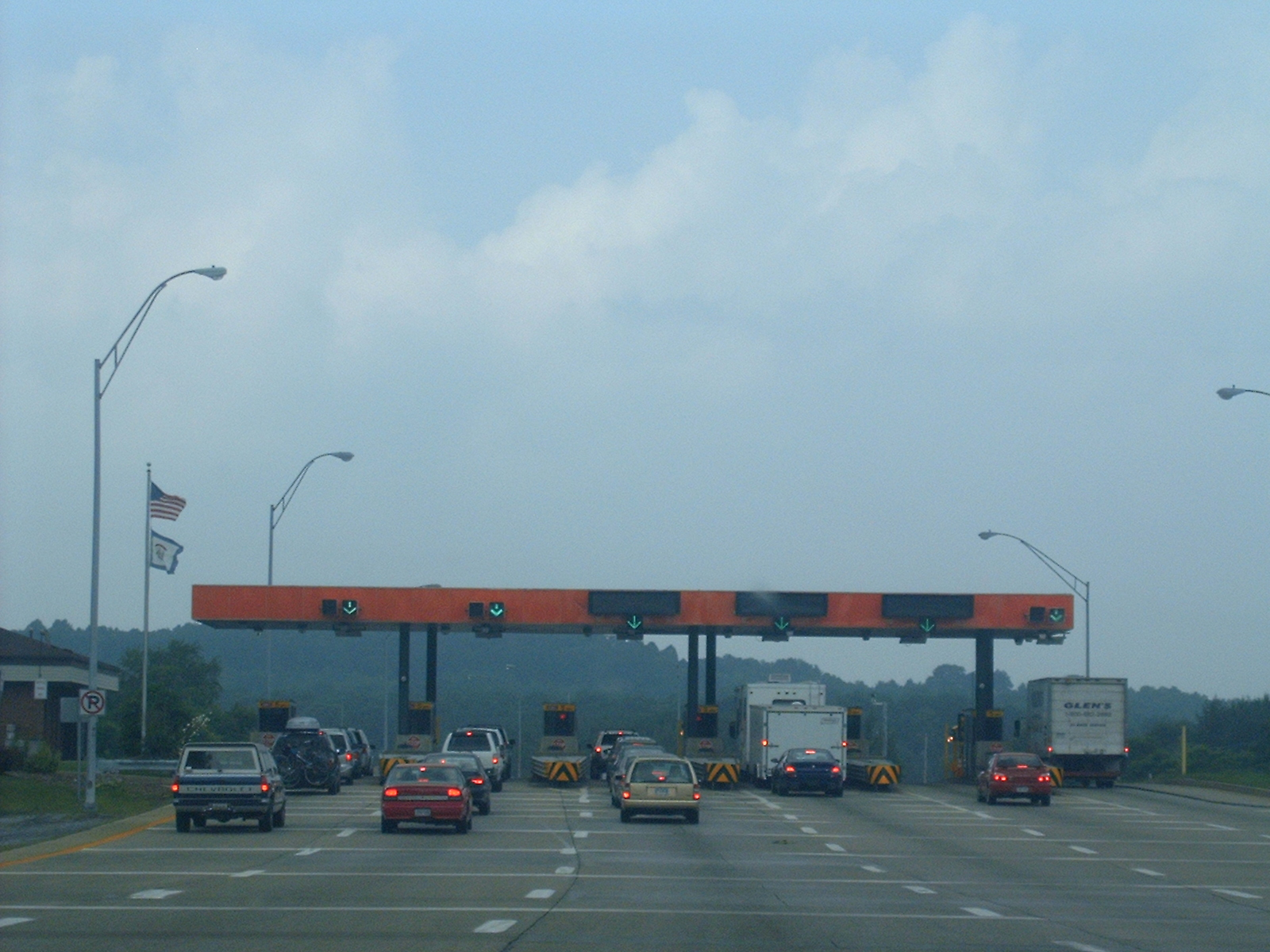
ウェストバージニア・ターンパイクの料金所

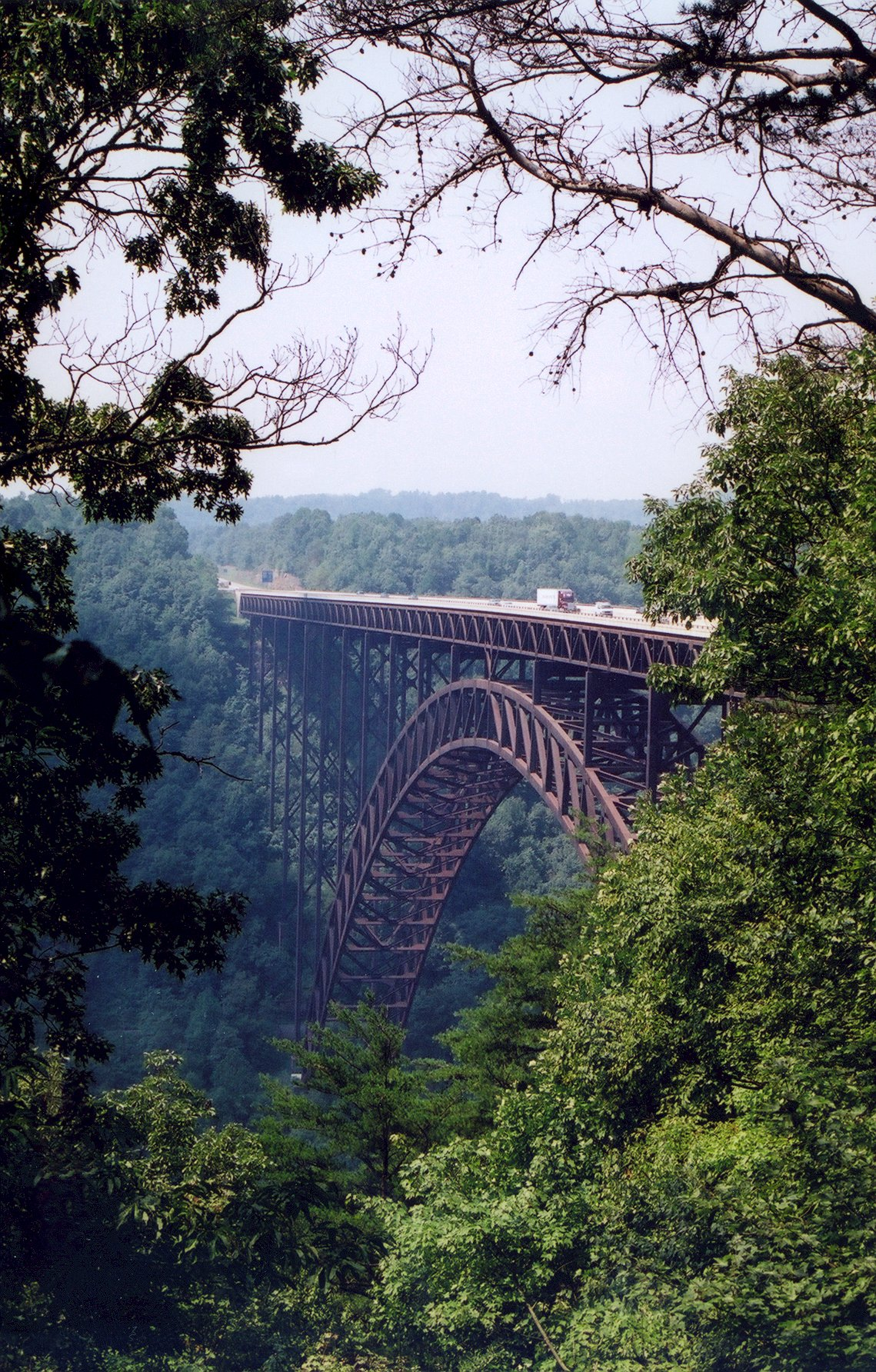
ニューリバー渓谷橋

ウェストバージニア州の交通は高規格道路が根幹であり、公道の総延長は37,300マイル (60,000 km) 以上ある。空港、鉄道、河川が州内の輸送体系を補完している。商業空港は、チャールストン、ハンティントン、モーガンタウン、ベックリー、ルイスバーグ、クラークスバーグ、パーカーズバーグにあるが、チャールストン空港とハンティントン空港のみが基本航空運輸計画から助成されていない。チャールストン、ハンティントン、ベックリー、ホイーリング、モーガンタウン、クラークスバーグ、フェアモント各市は公共輸送手段としてバスを基本とする体系があり、ハンティントン市とチャールストン両市はウィークデイに1日2回相互接続便を運行している。
モーガンタウンにあるウェストバージニア大学は、高速輸送システムを運行しており、州内では唯一の公的鉄道輸送システムとなっている。このシステムは、ボーイング、ウェストバージニア大学工学部、アメリカ合衆国運輸省が共同で開発し、小都市向けの小輸送量交通のモデルとなった。ハイキング道、レイルトレイル、全地形対応車道、急流下り用河川、観光鉄道2路線（カス景観鉄道とポトマック・イーグル景観鉄道）など、レクリエーション用の交通路は豊富にある。
州内を6本の州間高速道路が横切っている。州間高速道路64号線は、東部山岳部にあるホワイトサルファースプリングス近くで州内に入り、ハンティントン近くで西のケンタッキー州に抜ける。州間高速道路77号線は、ブルーフィールド近くで南のバージニア州から入る。その後北に向かってパーカーズバーグを過ぎ、オハイオ州に入る。チャールストンとベックリーの間の州間高速道路64号線と同77号線は合流し、ウェストバージニア・ターンパイクと呼ばれる有料道路となる。ベックリーからプリンストンまでは77号線のみとなる。1952年から2車線道路として建設されたが、1974年から州間高速道路基準に合わせて再建された。現在当初建設された部分は残っていない。州間高速道路68号線の西の終端はモーガンタウンにある。そこから東のメリーランド州に入る。モーガンタウンの西端で州間高速道路79号線と交差している。79号線はペンシルベニア州から入り、南西に走ってチャールストンで終わる。州間高速道路70号線は、北部パンハンドル部の短区間のみ州内に入り、ホイーリングを抜けている。州間高速道路470号線はホイーリングのバイパス道である。ホイーリングは州間高速道路のバイパスがある都市として最少である。州間高速道路81号線も、東部パンハンドル部のみの短区間であり、マーティンズバーグを抜けている。
アパラチアン回廊体系で建設された道路が州間高速道路の体系を補完している。4つの回廊が完成している。D回廊はオハイオ川から国道50号線として州内に入り、パーカーズバーグで州間高速道路77号線と、クラークスバーグで州間高速道路79号線と接続する。G回廊は国道119号線であり、チャールストンからウィリアムソンのケンタッキー州境に向かう。L回廊は国道19号線でベックリーのウェストバージニア・ターンパイクから、サットン近くで州間高速道路79号線と接続する。約40マイル (64 km) の短縮路となり、フロリダ方面に向かう場合はチャールストン市の迂回路となる。Q回廊は国道460号線であり、バージニア州ジャイルズ郡から州内に入ってマーサー郡を通り、再度バージニア州のテイズウェル郡に出て行く。
遅れているH回廊の建設が続けられている。この回廊は国道48号線であり、ウェストンからウォーデンズビル近くでバージニア州境に至る。2013年時点でウェストンとエルキンスの間、およびウォーデンズビルとシャー近くの間が完成している。その他開発中のものとして、アメリカ国道35号線のスコット・デポからオハイオ川のポイントプレザントまで4車線に拡張しており、ほぼ3分の2は完成している。ウェストバージニア州道10号線のローガンからマンまでと、同80号線のマンからギルバートまでの4車線拡張は、3分の1が完成した。アメリカ国道52号線のブルーフィールドからウィリアムソンまで（キング・コール・ハイウェイと呼ばれる）と、ウィリアムソンからハンティントンまで（トルシャ・ハイウェイと呼ばれる）の4車線拡張は、既に完成している。「炭田イクスプレスウェイ」と呼ぶ計画が進行中であり、アメリカ国道121号線で、ベックリーから西にローリー、ワイオミング、マクドウェル各郡を通り、ビショップ近くでバージニア州に入る。
かつて鉄道が州内に広く行き渡っていたが、その多くは自動車輸送の増加で廃線になった。多くの路床がレクリエーション用にレイル・トレイルに転換されている。ただし石炭生産地域ではその能力一杯に鉄道を使っている。アムトラックの旅客列車カーディナル号が州間高速道路64号線とほぼ並行に州内を抜けている。東部パンハンドル部では、通勤用のマークが運行されている。2006年、ノーフォーク・サザン鉄道は、ウェストバージニア州、アメリカ合衆国政府と共に、州内の特に南半分にあるトンネルの改良計画を承認した。これは自動車を二層に積むことを許すものである。これで州南部の経済的成長がもたらされると期待されている。ハンティントンの南、プリチャード近くでは、インターモーダル輸送施設が建設中である。
ウェストバージニア州はその全体が山岳部にあるので、幾つかトンネルや橋が著名である。最も有名なのがニュー川峡谷橋であり、径間3,031フィート (924 m) のこの橋が完成した時は、世界最長の鋼製単一径間アーチ橋だった。この橋は州の4分の1ドル硬貨のデザインにも使われている。フォートスチューベン橋（ウィアトン・スチューベンビル橋）が完成した時は、国内に3つしかない鋼索張ガーダートラス構造の橋の1つとなった。オハイオ川に架かる退役兵記念橋は、フォートスチューベン橋の交通負荷を緩和するために建設された。建設から80年を経過したフォートスチューベン橋は2009年1月8日に閉鎖された。1849年に建設されたホイーリング吊り橋はオハイオ川を渡す最初の橋であり、その後暫くは世界最長の吊り橋だった。現在も利用されており、自動車を通す吊り橋として国内最古のものになっている。

## 教育

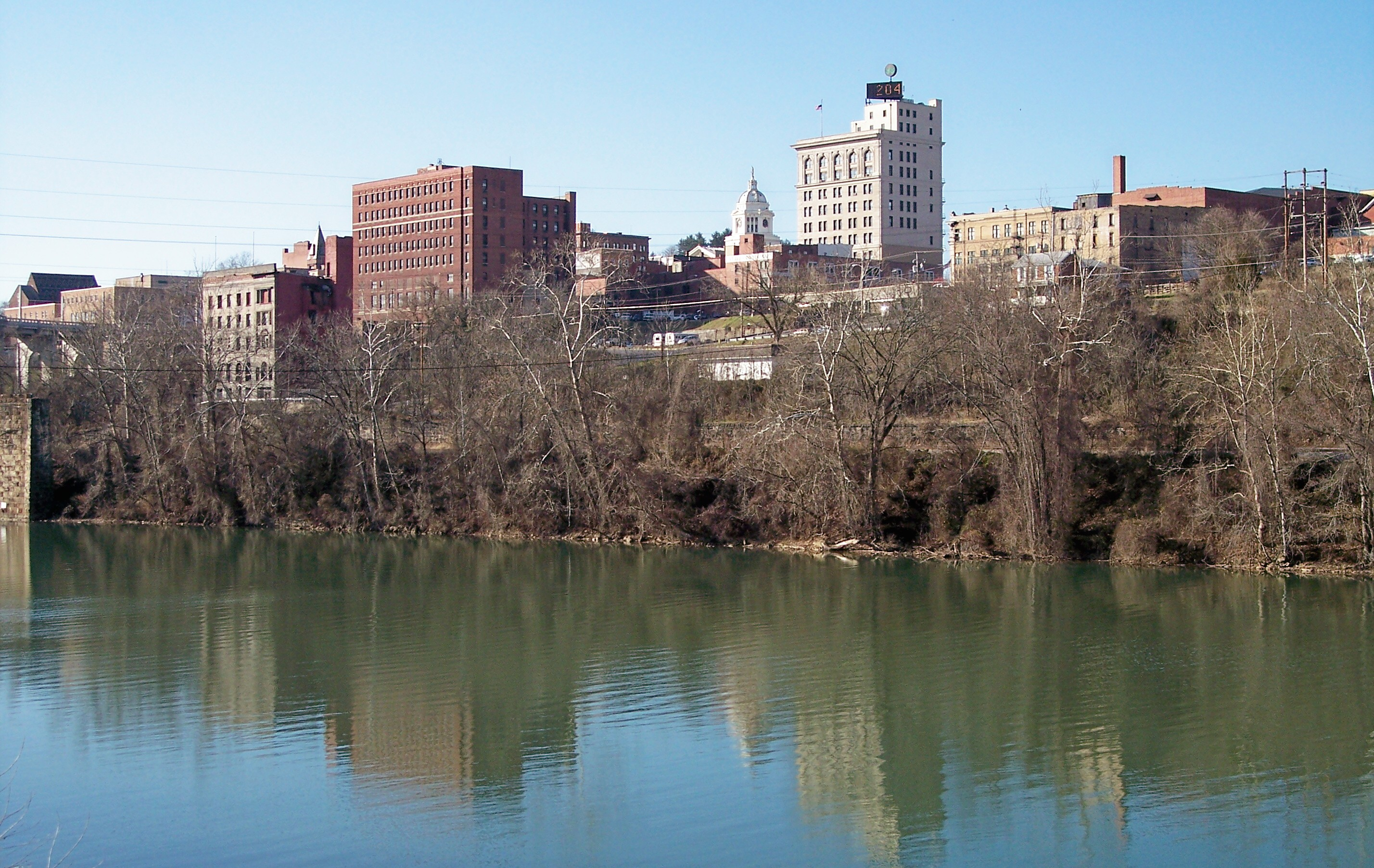
フェアモント

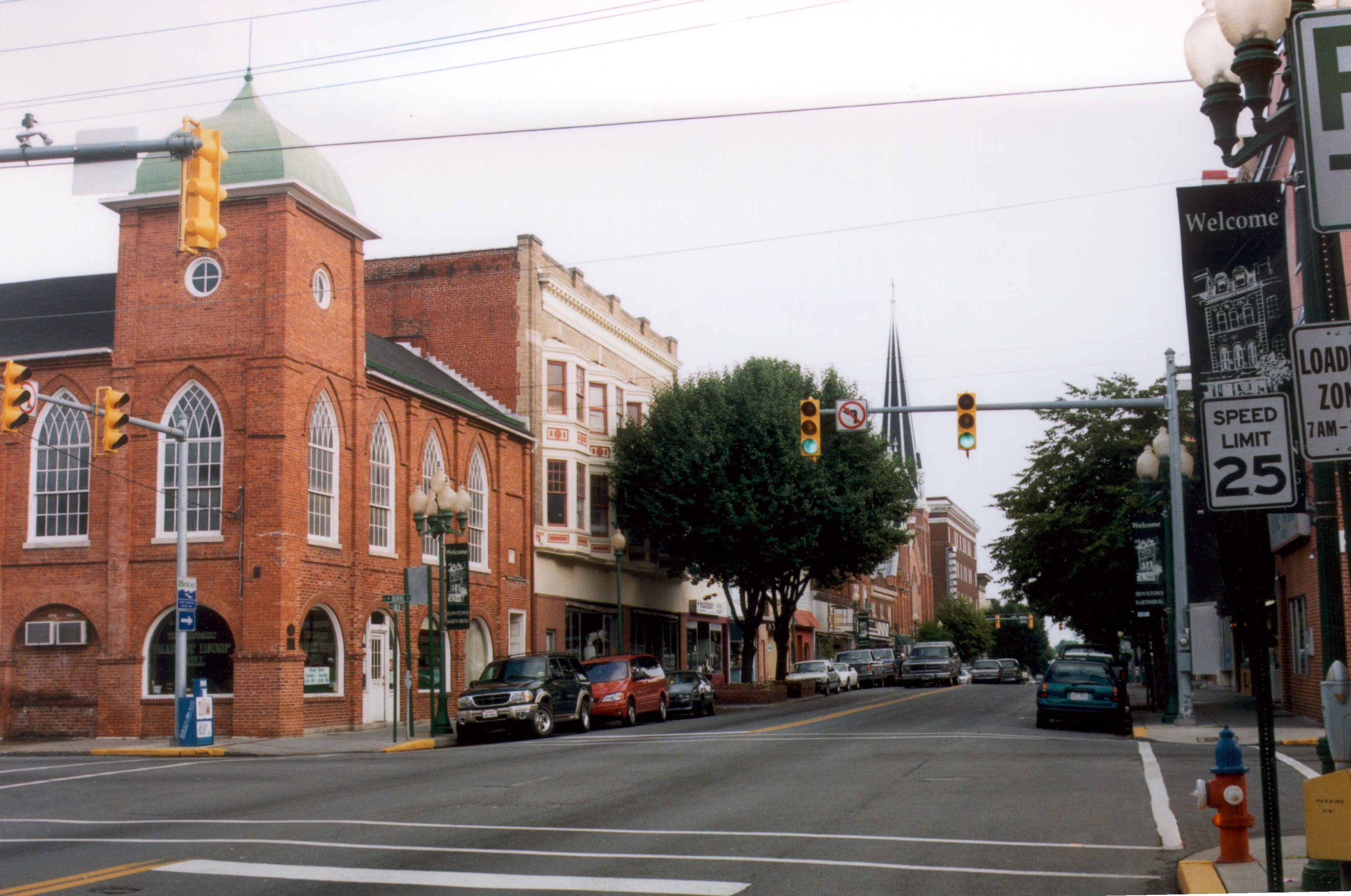
マーティンズバーグ

主要記事：en:Education in West Virginia

### 単科及び総合大学
| - en:Alderson-Broaddus College - en:American Public University System - en:Appalachian Bible College - Bethany College - en:Bluefield State College - en:Blue Ridge Community and Technical College - en:Bridgemont Community and Technical College - en:Concord University - en:Davis and Elkins College - en:Eastern West Virginia Community and Technical College - en:Fairmont State University - en:Glenville State College - en:Kanawha Valley Community and Technical College - en:Marshall University - en:Mountwest Community and Technical College - en:New River Community and Technical College - en:Ohio Valley University - en:Pierpont Community and Technical College - en:Salem International University - シェパード大学 - en:Southern West Virginia Community and Technical College - チャールストン大学 | - en:West Liberty State College - en:West Virginia Northern Community College - en:West Virginia School of Osteopathic Medicine - ウェストバージニア州立大学 - ウェストバージニア大学 - en:Potomac State College of West Virginia University - en:West Virginia University Institute of Technology - ウェストバージニア大学パーカーズバーグ校 - en:West Virginia Wesleyan College - en:Wheeling Jesuit University |

## 芸術・文化

### 音楽

#### アパラチア音楽
ウェストバージニア州の民衆遺産は、伝統的なアパラチア民衆音楽の一部であり、スコットランド・アイルランド系音楽の流れを汲む、バイオリン演奏、バラードの歌唱などのスタイルがある。ファイエット郡クリフトップにある山岳文化芸術センターであるキャンプ・ワシントン・カーバーでは、毎年アパラチア弦楽団祭を開催している。チャールストン市にあるキャピトル・コンプレックスでは、バンダリア・ギャザリングが開催され、伝統的なアパラチア・ミュージシャンがコンテストで競い、即興のジャムせっせションで演奏し、週末の夜のコンサートを行っている。ランドルフ郡エルキンスのデイビス・アンド・エルキンス・カレッジが後援するオーガスタ・ヘリテージ・センターでは、毎年オーガスタ・ヘリテージ祭が開催され、夏の1週間にわたって、アパラチアの遺産と伝統を保存するための強化ワークショップがある。

#### クラシック音楽
1939年に「チャールストン市民オーケストラ」として設立された交響楽団は、その後の1943年に「チャールストン交響楽団」を経て、現在ウェストバージニア交響楽団となっている。初代指揮者はウィリアム・R・ワイアントであり、その後をアントニオ・モダレッリが継いだ。その作曲になる6楽章の「リバー・サーガ」は、雑誌「タイム」の1949年11月7日号に紹介された。「チャールストン・ガゼット」の1999年11月6日付けに載ったフォトエッセー「20世紀のスナップショット」に拠れば、その曲想はカナー川から得られたとされている。この楽団のウェブサイトに拠れば、モダレッリはチャールストンに来る前にホイーリング交響楽団とフィラデルフィア管弦楽団の指揮を執っていた。
ピューリッツァー賞を受賞した20世紀の作曲家ジョージ・クラムはチャールストンで生まれ、そこで学位を得た後、州から出て行った。20世紀の半ばにはホイーリングでオペラ様式のコンサートが連続して開かれていた。

#### 音楽の革新
チャールストンにあるウェストバージニア文化センターは、ウェストバージニア州文化と歴史部の本拠である。この組織はかなり多くの音楽活動を支援し、主催している。このセンターにはマウンテンステージもある。1983年に設立され、音楽の生演奏をラジオで流しており、ナショナル・パブリック・ラジオの多くの系列局が実施している。この番組はモーガンタウンにあるウェストバージニア大学創造芸術センターなど、州内の他の会場に移しても行われている。
このセンターでは、フレンズ・オブ・オールドタイム・ミュージック・アンド・ダンスが後援するコンサートを開催しており、州民にとってルーツとなるアコースティック音楽の組み合わせを乗せている。またウェストバージニアダンス祭も開催している。これにはクラシックなものや現在的なダンスが登場している。
ハンティントンの歴史あるキース・アルビー劇場は、A・B・ハイマンとS・J・ハイマンの兄弟が建設し、1928年5月7日に公開され、様々な芸能や音楽の催しを開催してきた。この劇場はマーシャル大学に寄贈され、当初の栄華を取り戻すべく改修中である。
エルキンスでは毎年夏に、オーガスタ・ヘリテージ祭を開催している。これには世界中からフォークミュージシャンが集まる。グレンビルの町では昔からウェストバージニア州フォーク祭が毎年開催されている。
ミルトンにあるマウンテニア・オペラハウスでは、様々なミュージカルが上演されている。
ジョン・デンバーの歌『故郷へかえりたい』はウェストバージニア州を車で通った時の経験を語っている。
シンフォニー・サンデイは6月にウェストバージニア交響楽団が主催する年間行事である。町のグループによる音楽、食事、家族向け娯楽などが出され、最後はウェストバージニア交響楽団の演奏と花火のディスプレーで締めくくられる。1982年に始まり、チャールストン大学まえの芝生で開催されている。
デイリーメイル・カナー郡マジョレット・アンド・バンド祭は、州内で最も長く続いている音楽祭である。カナー郡にある8つの公立高校のためのものである。1947年に始まり、チャールストン中心街のチャールストン大学レイドリーフィールド・スタジアムで開催されている。

### プロスポーツチーム
| チーム                     | スポーツ               | リーグ                             |
| -------------------------- | ---------------------- | ---------------------------------- |
| ウェストバージニア・パワー | 野球                   | アトランティックリーグ             |
| Wheeling Nailers           | アイスホッケー         | ECHL                               |
| West Virginia Wild         | バスケットボール       | International Basketball League    |
| West Virginia Wild         | Indoor football        | Continental Indoor Football League |
| Huntington Heroes          | Indoor football        | American Indoor Football League    |
| Ohio Valley Greyhounds     | Indoor football        | United Indoor Football             |
| Ceredo-Kenova Crash        | アメリカンフットボール | United States Football Alliance    |
| West Virginia Chaos        | サッカー               | USL Premier Development League     |

## その他

### 同州出身の有名人
- サイラス・ヴァンス - 政治家(アメリカ合衆国国務長官)
- ジェイソン・ウィリアムス - バスケットボール選手
- パール・S・バック - 小説家
- チャック・イェーガー - 軍人、テストパイロット
- ランディ・モス - アメリカンフットボール選手

### 州の象徴など
- 州の鳥 - ショウジョウコウカンチョウ
- 州の木 - サトウカエデ
- 州の花 - シャクナゲ
- 州の魚 - カワマス
- 州の動物 - ブラックベア
- 州のモットー - "Montani Semper Liberi" （山岳人は常に自由）
- 州に飛来する野鳥-ハチドリ
- 州を題材にした音楽‐「故郷へかえりたい（カントリー・ロード）」